# Jogos Olímpicos
Jogos Olímpicos são um evento multiesportivo global com modalidades de verão e de inverno, em que milhares de atletas participam de várias competições. Atualmente os Jogos são realizados a cada dois anos, em anos pares, com os Jogos Olímpicos de Verão e de Inverno se alternando, embora ocorram a cada quatro anos no âmbito dos respectivos Jogos sazonais. Originalmente, os Jogos Olímpicos da Antiguidade foram realizados em Olímpia, na Grécia, do século VIII a.C. ao século V d.C.. No século XIX, o Barão Pierre de Coubertin fundou o Comitê Olímpico Internacional (COI) em 1894. O COI se tornou o órgão dirigente do Movimento Olímpico, cuja estrutura e as ações são definidas pela Carta Olímpica.
A evolução do Movimento Olímpico durante o século XX obrigou o COI a adaptar os Jogos para o mundo da mudança das circunstâncias sociais. Alguns destes ajustes incluíram a criação dos Jogos de Inverno para esportes do gelo e da neve, os Jogos Paralímpicos de atletas com deficiência física e visual (atualmente atletas com deficiência intelectual e auditiva não participam) e os Jogos Olímpicos da Juventude para atletas adolescentes. O COI também teve de acomodar os Jogos para as diferentes variáveis econômicas, políticas e realidades tecnológicas do século XX. Como resultado, os Jogos Olímpicos se afastaram do amadorismo puro, como imaginado por Coubertin, para permitir a participação de atletas profissionais. A crescente importância dos meios de comunicação gerou a questão do patrocínio corporativo e a comercialização dos Jogos.
O Movimento Olímpico é atualmente composto por federações esportivas internacionais, comitês olímpicos nacionais (CONs) e comissões organizadoras de cada especificidade dos Jogos Olímpicos. Como o órgão de decisão, o COI é responsável por escolher a cidade anfitriã para cada edição. A cidade anfitriã é responsável pela organização e financiamento à celebração dos Jogos coerentes com a Carta Olímpica. O programa olímpico, que consiste no esporte que será disputado a cada Jogos Olímpicos, também é determinado pelo COI. A celebração dos Jogos abrange muitos rituais e símbolos, como a tocha e a bandeira olímpica, bem como as cerimônias de abertura e encerramento. Existem mais de 13 000 atletas que competem nos Jogos Olímpicos de Verão e Inverno, em 33 diferentes modalidades esportivas com cerca de 400 eventos. Os finalistas do primeiro, segundo e terceiro lugar de cada evento recebem medalhas olímpicas de ouro, prata e bronze, respectivamente.
Os Jogos têm crescido em escala, a ponto de quase todas as nações serem representadas. Tal crescimento tem criado inúmeros desafios, incluindo boicotes, doping, corrupção de agentes públicos e terrorismo. A cada dois anos, os Jogos Olímpicos e sua exposição à mídia proporcionam a atletas desconhecidos a chance de alcançar fama nacional e, em casos especiais, a fama internacional. Os Jogos também constituem uma oportunidade importante para a cidade e o país se promover e mostrar-se para o mundo.

## Origem e ritualística

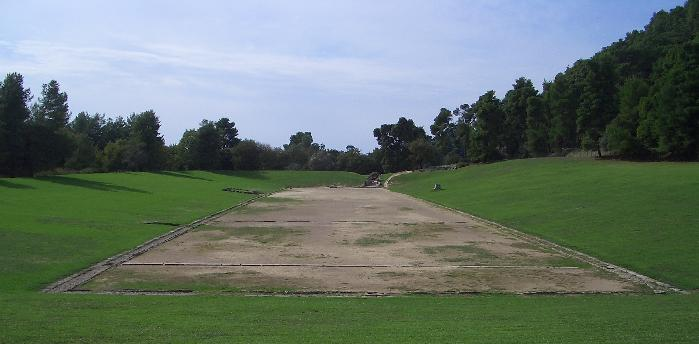
Estádio em Olímpia, Grécia

Os Jogos Olímpicos antigos foram uma série de competições realizadas entre representantes de várias cidades-estado da Grécia antiga, que caracterizou principalmente eventos atléticos, mas também de combate e corridas de bigas. A origem destes Jogos Olímpicos é envolta em mistério e lendas. Um dos mitos mais populares identifica Hércules e Zeus, seu pai, como os progenitores dos Jogos. Segundo a lenda, foi Hércules que primeiro chamou os Jogos "Olímpicos" e estabeleceu o costume de explorá-los a cada quatro anos. A lenda persiste que, após Hércules ter completado seus doze trabalhos, ele construiu o estádio Olímpico como uma honra a Zeus. Após sua conclusão, ele andou em linha reta 200 passos e chamou essa distância de estádio (em grego: στάδιον, latim: stadium, "palco"), que mais tarde tornou-se uma unidade de distância. Outro mito associa os primeiros Jogos com o antigo conceito grego de trégua olímpica (ἐκεχειρία, ekecheiria). A data mais aceita para o início dos Jogos Olímpicos antigos é 776 a.C., que é baseada em inscrições, encontradas em Olímpia, dos vencedores de uma corrida a pé realizada a cada quatro anos a partir de 776 a.C.. Os Jogos Antigos destacaram provas de corrida, pentatlo (que consiste em um evento de saltos, disco e lança-dardo, uma corrida a pé e luta), boxe, luta livre e eventos equestres. Diz a tradição que Coroebus, um cozinheiro da cidade de Elis, foi o primeiro campeão olímpico.
As Olimpíadas foram de fundamental importância religiosa, com eventos esportivos ao lado de rituais de sacrifício em honra tanto a Zeus (cuja famosa estátua por Fídias estava em seu templo em Olímpia), quanto a Pélope, o herói divino e rei mítico de Olímpia. Pélope era famoso por sua corrida de bigas com o Rei Enomau de Pisatis. Os vencedores das provas foram admirados e imortalizados em poemas e estátuas. Os Jogos eram realizados a cada quatro anos, e este período, conhecido como uma Olimpíada, foi usado pelos gregos como uma das suas unidades de medição do tempo. Os Jogos foram parte de um ciclo conhecido como os Jogos Pan-Helénicos, que incluem os Jogos Píticos, os Jogos de Nemeia, e os Jogos Ístmicos.
Os Jogos Olímpicos chegaram ao seu apogeu entre os séculos VI e V a.C., mas, depois, perderam gradualmente em importância enquanto os romanos ganharam poder e influência na Grécia. Segundo alguns autores, o declínio do espírito olímpico não se inicia no período romano e sim no período helenístico. Uma das causas mais importantes para se compreender esse declínio é a mudança do status de cidadão/soldado para súdito (soldado/profissional ou atleta/profissional). Dessa forma o profissionalismo se realizou como efeito da mudança política e não como a própria causa das mudanças ocorridas do período clássico para o helenístico.
Não há consenso sobre quando os Jogos terminaram oficialmente; a data mais comum, é 393 d.C., quando o imperador Teodósio I declarou que todas as práticas e cultos pagãos seriam eliminados. Outra data é 426 d.C., quando seu sucessor Teodósio II ordenou a destruição de todos os templos gregos. Os Jogos Olímpicos não voltaram a ser realizados novamente até o final do século XIX.

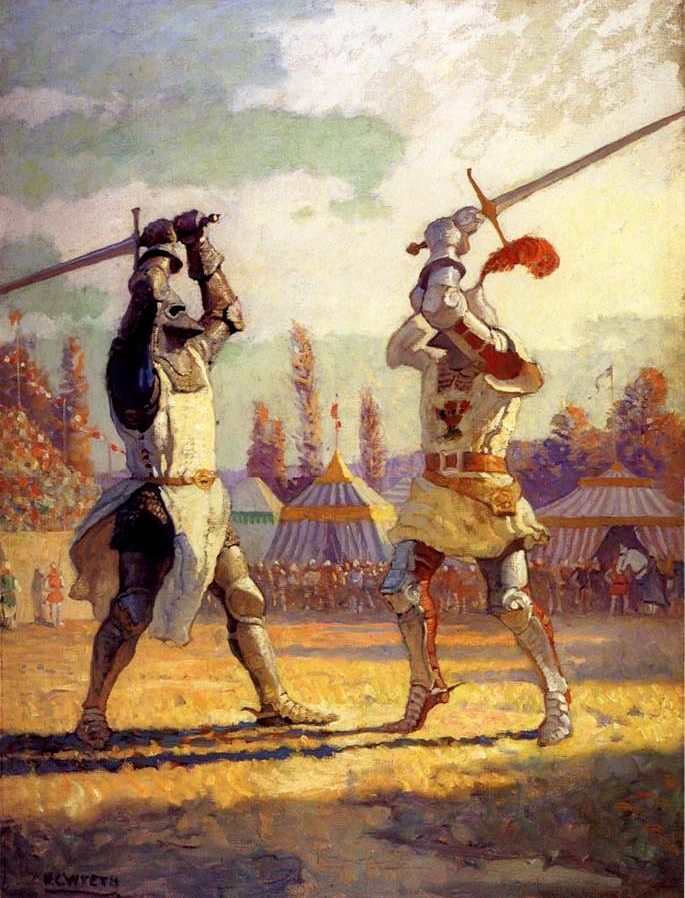
Duelo de cavalheiros em um torneio

No entanto, embora não houvesse Jogos Olímpicos na Idade Média, havia esportes competitivos. Até o século XI, as corridas de bigas continuaram a ser praticadas no Império Bizantino, embora o esporte tenha declinado rapidamente na Europa Ocidental. Da segunda metade do século XI ao XVI, os torneios de cavaleiros desenvolveram-se na Europa Medieval. Os participantes do torneio viajaram em circuitos de competição por toda a Europa. Além dos torneios, havia competições de remo, ginástica, lançamento de dardo, tiro com arco e luta livre. Perto de Chipping Campden, Inglaterra, começou a desenvolver os "Jogos de Cotswold". O primeiro evento ocorreu em 1612 por iniciativa do advogado Robert Dover. O início da Guerra Civil Inglesa pôs um fim aos jogos em 1642.

## Os Jogos da Era Moderna

### Precursores

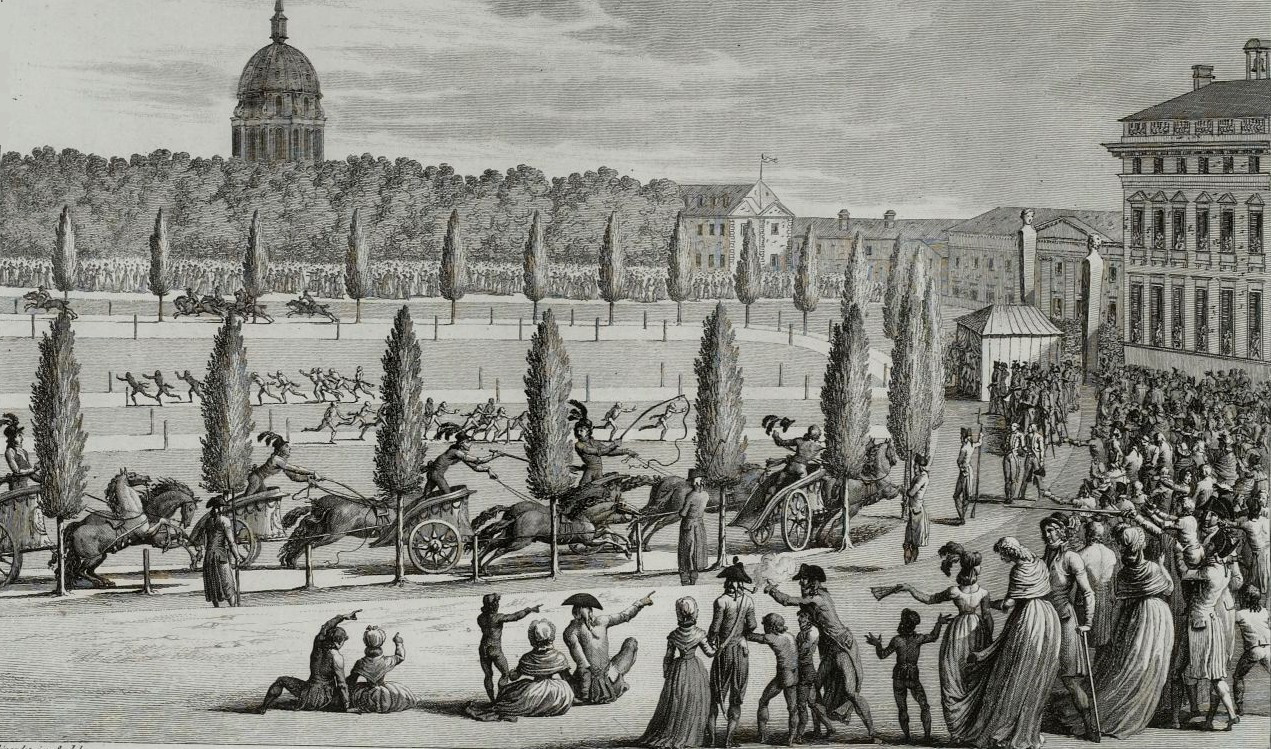
Olimpíada da República em 22 de setembro de 1796, (Museu da Revolução Francesa)

A primeira tentativa significativa de trazer de volta os antigos Jogos Olímpicos foi a L'Olympiade de la République, um festival olímpico nacional realizado anualmente de 1796 a 1798 na França revolucionária. A iniciativa foi dada pelo deputado Charles-Gilbert Romme que foi guilhotinado um ano antes de sua realização. A competição incluiu várias modalidades dos antigos Jogos Olímpicos Gregos. Os Jogos de 1796 também marcaram a introdução do sistema métrico no esporte.
Em 1850 uma Olympian Class foi iniciada pelo Dr. William Penny Brookes em Much Wenlock, Shropshire, Inglaterra, para melhorar a aptidão dos locais. Em 1859, o Dr. Brookes renomeou Olympian Class para Jogos Anuais da Sociedade Olímpica de Wenlock e estes jogos anuais continuam até hoje. A Sociedade Olímpica de Wenlock foi fundada pelo Dr. Brookes em 15 de novembro de 1860.
Entre 1862 e 1867, Liverpool realizou todos os anos um Grand Olympic Festival. Idealizado por John Hulley e Melly Charles, esses jogos foram os primeiros a serem totalmente amadores em sua natureza e de perspectiva internacional. O programa da primeira Olimpíada moderna, em Atenas, em 1896 foi quase idêntico ao dos Jogos Olímpicos de Liverpool. Em 1865, Hulley, o Dr. Brookes e E.G. Ravenstein fundaram a Associação Nacional Olímpica em Liverpool, precursora da Associação Olímpica Britânica. Seus artigos de fundação forneceram a estrutura para a Carta do Comitê Olímpico Internacional.

### Renascimento

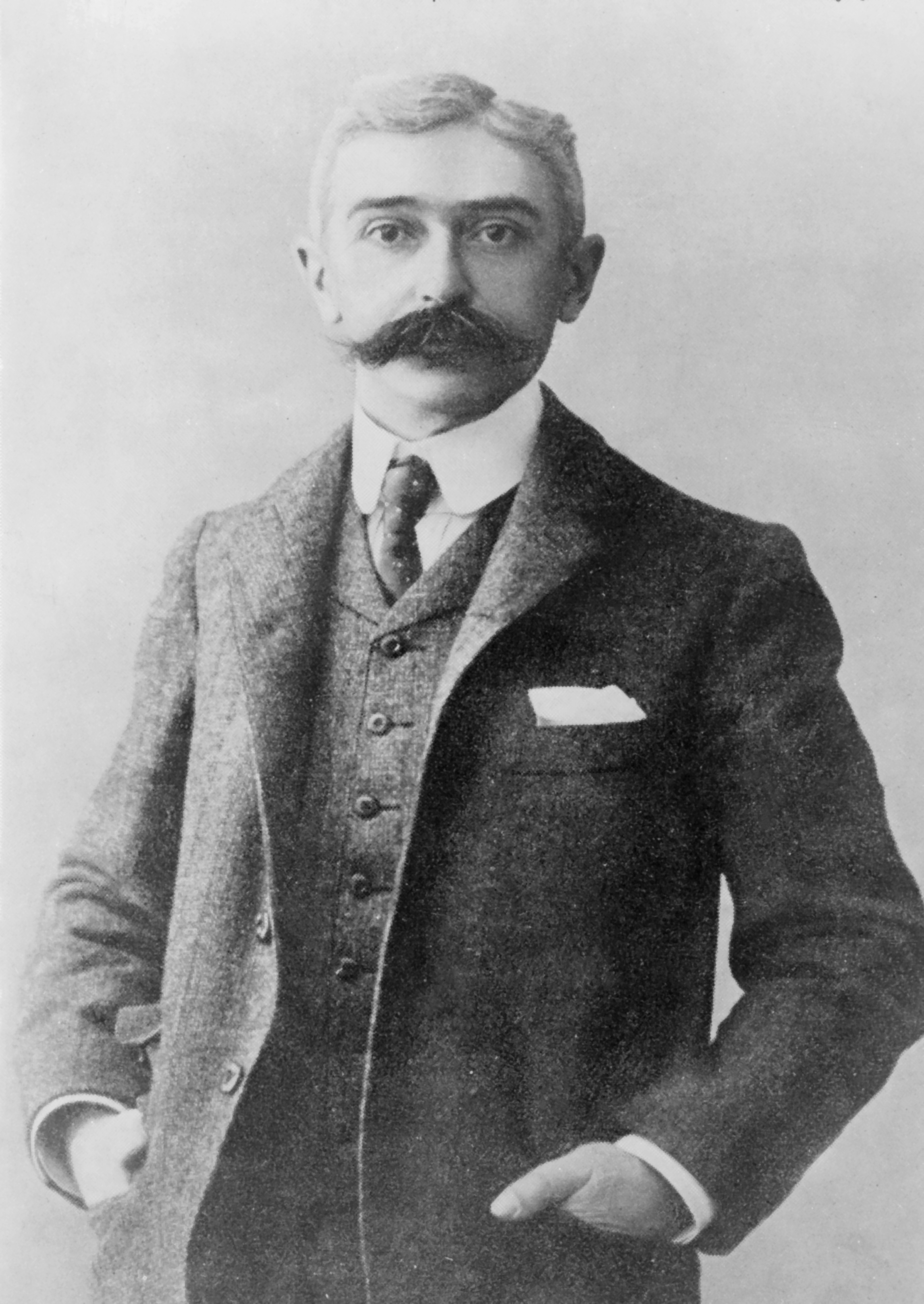
Barão Pierre de Coubertin

O interesse grego em reviver os Jogos Olímpicos começou com a guerra de independência da Grécia do Império Otomano em 1821. Foi proposto pela primeira vez pelo poeta e editor de jornal Panagiotis Soutsos em seu poema Diálogo dos Mortos, publicado em 1833. Evangelis Zappas, um rico filantropo grego, escreveu pela primeira vez ao Rei Oto da Grécia, em 1856, ofertando fundos para financiar o renascimento permanente dos Jogos Olímpicos. Zappas patrocinou os primeiros Jogos Olímpicos em 1859, que foram realizados na cidade de Atenas. Participaram atletas da Grécia e do Império Otomano. Zappas financiou a restauração do antigo Estádio Panathinaiko para que pudesse acolher todos os futuros Jogos Olímpicos.
Dr. William Penny Brookes adotou os eventos do programa dos Jogos Olímpicos realizados em Atenas em 1859, no futuro Jogos Olímpicos de Wenlock. Em 1866, foi realizada uma olimpíada nacional na Grã-Bretanha organizada pelo Dr. Brookes no The Crystal Palace de Londres.
O Estádio Panathinaiko sediou Jogos Olímpicos em 1870 e em 1875. Trinta mil espectadores lotaram o estádio e seu entorno em 1870 — maior do que quase todo o público nos Jogos Olímpicos da era moderna de 1900 a 1920.
Em 1890, depois de assistir os Jogos Anuais da Sociedade Olímpica de Wenlock, o Barão Pierre de Coubertin se inspirou em fundar o Comitê Olímpico Internacional. Coubertin se baseou nas ideias e no trabalho de Brookes e Zappas com o objetivo de estabelecer rotação internacional aos Jogos Olímpicos e que ocorreriam a cada quatro anos. Ele apresentou essas ideias durante o primeiro Congresso Olímpico do recém-criado Comitê Olímpico Internacional. Esta reunião foi realizada de 16 a 23 junho de 1894, na Sorbonne, em Paris. No último dia do congresso, foi decidido que os primeiros Jogos Olímpicos, a entrar sob os auspícios do COI, teria lugar dois anos mais tarde, em Atenas. O COI elegeu o escritor grego Dimítrios Vikélas como seu primeiro presidente.

### Atenas 1896

Cerimônia de abertura dos Jogos Olímpicos de Verão de 1896 no Estádio Panathinaiko em Atenas, Grécia

Os primeiros jogos sob os auspícios do COI foram sediados no Estádio Panathinaiko em Atenas, em 1896. Estes jogos trouxeram 14 nações e 241 atletas que competiram em 43 eventos. Zappas e seu primo Konstantinos Zappas tinham deixado ao governo grego uma relação de confiança para financiar os futuros Jogos Olímpicos. Esta confiança foi fundamental para o financiamento dos Jogos de 1896. George Averoff contribuiu generosamente para a renovação do estádio Panathinaiko para os Jogos. O governo grego também financiou a reforma por meio da venda futura de ingressos e com a venda do primeiro conjunto de selos comemorativos.
Os funcionários e o povo grego estavam entusiasmados com a experiência de sediar os Jogos. Este sentimento era partilhado por muitos dos atletas, que ainda pediram que Atenas fosse a anfitriã dos Jogos Olímpicos permanentemente. O COI não aprovou este pedido. O comitê previa que os Jogos Olímpicos modernos girassem internacionalmente. Como tal, decidiu realizar os segundos Jogos em Paris.

### Mudanças e adaptações
Após o sucesso dos Jogos de 1896, os Jogos Olímpicos entraram num período de estagnação que ameaçava a sua sobrevivência. Os Jogos Olímpicos, realizados durante a exposição mundial de Paris em 1900, e de St. Louis em 1904 ficaram em segundo plano. Os Jogos de Paris não tiveram um estádio olímpico. Os Jogos de St. Louis receberam 650 atletas, porém 580 eram dos Estados Unidos. A pouca participação estrangeira, o pouco interesse do público (apenas duas mil pessoas acompanharam as provas em St. Louis), revelavam desinteresse pela competição.
O evento olímpico recuperou-se quando os Jogos Olímpicos Intercalares de 1906 foram realizados em Atenas. Aproveitando o décimo aniversário da realização dos primeiros Jogos Olímpicos da era moderna, foi planejada uma edição intercalada dos Jogos, que teria Atenas como sede fixa e aconteceria a cada quatro anos, entre as edições itinerantes. O rei Jorge I da Grécia liderou o projeto, que não contou com a simpatia do Barão de Coubertin, por considerar a rotatividade entre as sedes imprescindível para garantir um caráter global ao evento. Mesmo assim, tanto Coubertin como o COI autorizaram a realização desses Jogos utilizando a infraestrutura da competição da década anterior. Tendo como palco principal o estádio Panatenaico, o evento foi um sucesso, retomando a ideia da curta duração e criando tradições como a abertura com desfile dos atletas separados por delegações.
O êxito fez com que a ideia da Olimpíada intercalar fosse aceita. No entanto, a próxima edição, que ocorreria em 1910, não foi realizada por um embate entre Grécia e Turquia contra Creta, que culminou nas Guerras Balcânicas. Na sequência, a de 1914 foi inviabilizada pela Primeira Guerra Mundial. Com a Grécia fragilizada estrutural e financeiramente ao fim do conflito, a ideia do evento foi abandonada definitivamente, mas marcaram o início da ascensão popular das Olimpíadas.

#### Jogos de Inverno

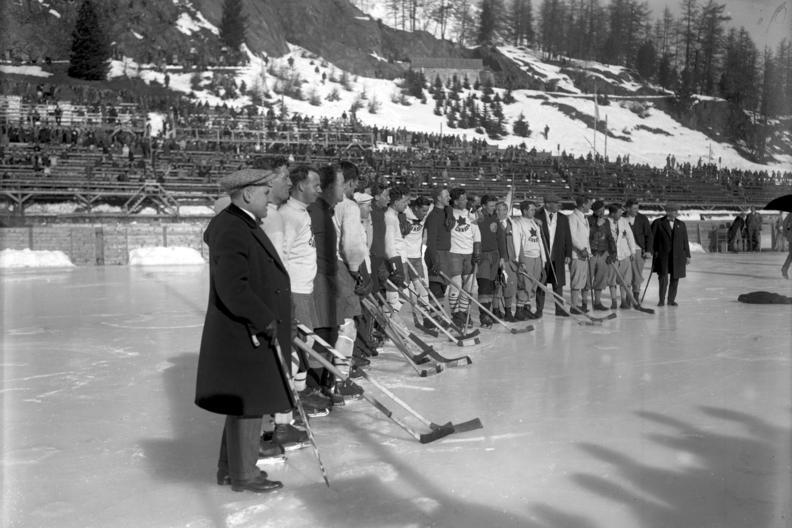
Jogo de hóquei no gelo durante o Jogos Olímpicos de Inverno de 1928 em Sankt-Moritz, Suíça

Os Jogos Olímpicos de Inverno foram criados como um recurso aos esportes de neve e gelo que foram logisticamente impossibilitados de serem realizados durante os Jogos Olímpicos. Patinação artística (em 1908 e 1920) e hóquei no gelo (em 1920) foram apresentados como eventos olímpicos nos Jogos de Inverno. O COI então quis ampliar essa lista de esportes para abranger outras atividades do inverno. Em 1921, no Congresso Olímpico do COI, em Lausana, foi decidido realizar uma versão de inverno dos Jogos Olímpicos. Uma semana de esportes de inverno (na verdade foram 11 dias) foi realizada em 1924, em Chamonix, França, este evento tornou-se a primeira edição dos Jogos Olímpicos de Inverno. O COI determinou que os Jogos de Inverno fossem comemorados a cada quatro anos no mesmo ano de sua edição de verão. Esta tradição foi mantida até os Jogos de 1992 em Albertville, França, mas por questões logísticas e de organização houve a necessidade de se alterar o ciclo dos Jogos de Inverno, levando-os para anos pares alternados com os Jogos Olímpicos de Verão: o novo sistema começou com os Jogos de 1994, e desde então os Jogos Olímpicos de Inverno sempre são realizados no terceiro ano de cada Olimpíada.

#### Jogos Paralímpicos

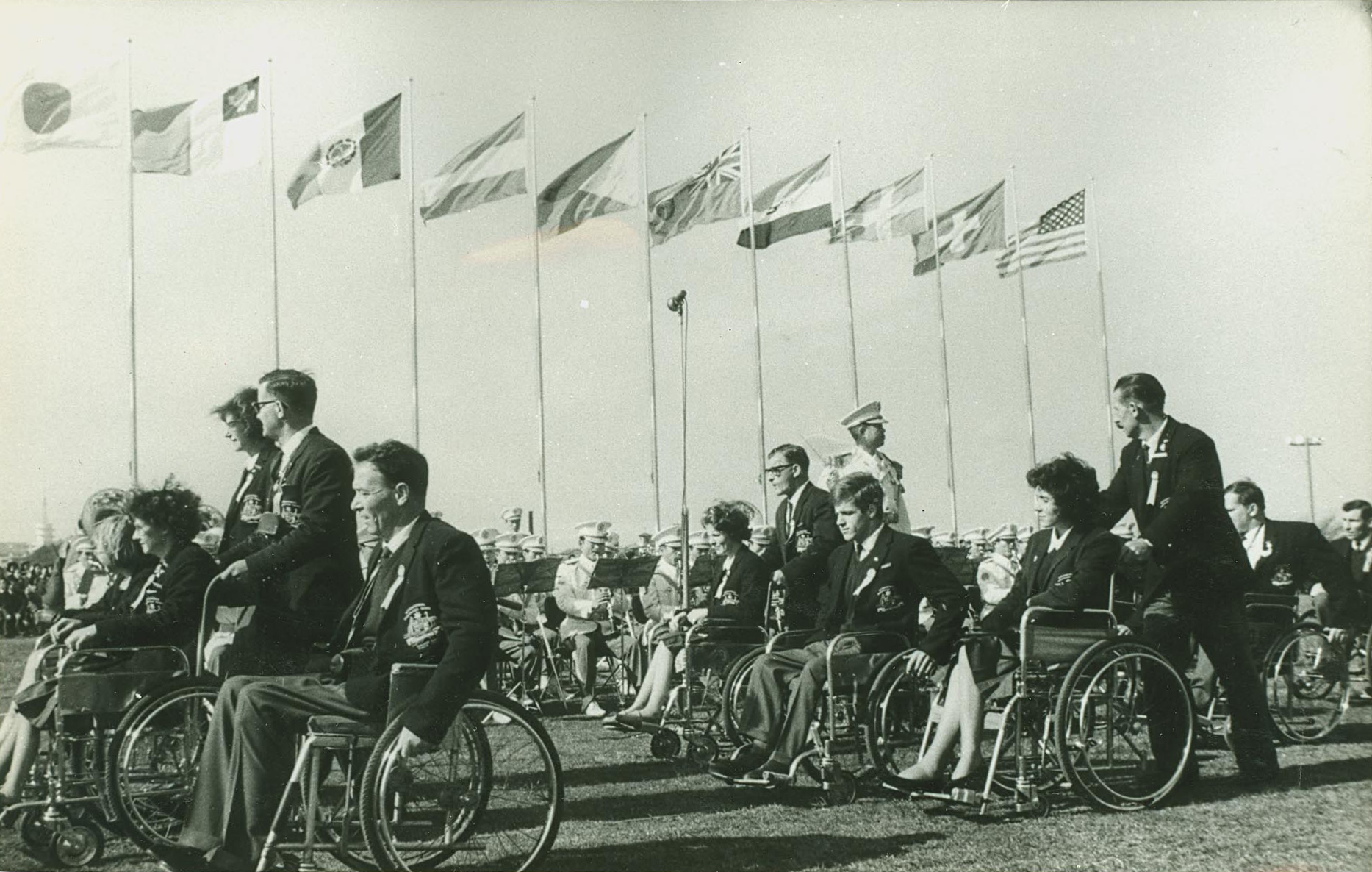
Cerimônia de abertura dos Jogos Paralímpicos de Verão de 1964 em Tóquio

Em 1948, Sir Ludwig Guttmann, determinado a promover a reabilitação dos soldados após a Segunda Guerra Mundial, organizou um evento multiesportivo entre os vários hospitais, para coincidir com os Jogos Olímpicos de Verão de 1948. O evento de Guttman, conhecido depois como Stoke Mandeville Games, tornou-se um festival esportivo anual. Ao longo dos doze anos seguintes, Guttman e outros continuaram seus esforços em utilizar o esporte como um caminho para a cura. Para os Jogos Olímpicos de Verão de 1960, em Roma, Guttman trouxe 400 atletas para competir nas Olimpíadas "paralelas", que ficaram conhecidas como a primeira Paralimpíada. Desde então, os Jogos Paralímpicos foram realizados em cada ano olímpico. A partir do verão de 1988 nos Jogos Olímpicos de Seul, Coreia do Sul, a cidade anfitriã para os Jogos Olímpicos também seria palco dos Jogos Paralímpicos. Este acordo de cooperação foi ratificado em 2001.

#### Jogos da Juventude

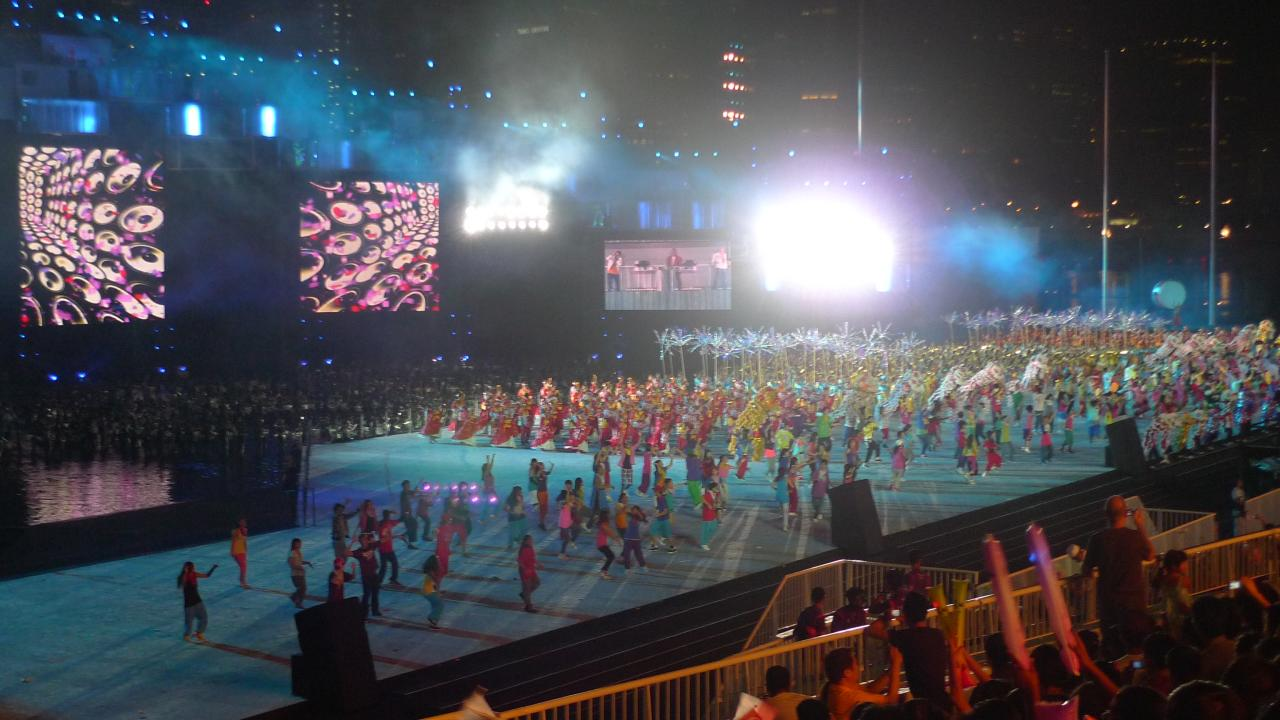
Cerimônia de abertura dos Jogos Olímpicos de Verão da Juventude de 2010 em Singapura

Iniciados em 2010, os Jogos Olímpicos da Juventude são complementares aos Jogos Olímpicos e disputados por atletas com idades entre catorze e dezoito anos. Os Jogos Olímpicos da Juventude foram idealizados e concebidos pelo presidente do COI, Jacques Rogge, em 2001, e aprovados durante o 119º Congresso do COI. Os primeiros Jogos Olímpicos da Juventude de Verão foram realizados em Singapura, em 2010, enquanto os jogos inaugurais de inverno foram realizados em Innsbruck, na Áustria, dois anos mais tarde. Estes jogos são mais curtos do que os jogos tradicionais; a versão de verão dura doze dias, enquanto a versão de inverno dura apenas nove. O COI permitiu que 3 500 atletas e 875 funcionários participassem dos Jogos da Juventude de Verão, e 970 atletas e 580 funcionários dos Jogos da Juventude de Inverno. Os esportes em sua maioria coincidem com os programados para os jogos tradicionais, porém, há um número reduzido de disciplinas e eventos, com a adição de novos formatos e testes de novos eventos. Nos Jogos da Juventude também são permitidas competições por equipes de Comitês Olímpicos Nacionais diferentes e e desde Buenos Aires 2018 podem ser inclusos esportes que não integram os Jogos Olímpicos tradicionais. Na edição de 2018, em Buenos Aires, pela primeira vez houve o mesmo número de provas para homens e mulheres, fato inédito até mesmo nos Jogos convencionais. A edição de verão de 2026, em Dakar, no Senegal, será o primeiro evento olímpico de qualquer tipo a ser realizado na África.

### Jogos recentes
De 241 participantes, representando 14 nações em 1896, os Jogos têm crescido com cerca de 11 238 atletas de 207 Comitês Olímpicos Nacionais nos Jogos Olímpicos de Verão de 2016. O escopo e a escala dos Jogos Olímpicos de Inverno é menor. Por exemplo, PyeongChang recebeu 2 922 atletas de 92 países competindo em 102 eventos, durante os Jogos Olímpicos de Inverno de 2018. Durante os Jogos, a maioria dos atletas e funcionários ficam hospedados na Vila Olímpica. Esta vila é destinada a ser uma casa auto-suficiente para todos os participantes olímpicos. Ela está equipada com lanchonetes, postos de saúde e locais de expressão religiosa.
O COI permite que as nações a competir que não cumprem os requisitos rigorosos para a soberania política, que procurem outras organizações internacionais. Como resultado, as colônias e dependências estão autorizadas a criarem seus próprios Comitês Olímpicos Nacionais. Exemplos disto incluem territórios como Porto Rico, Bermudas, e Hong Kong, que competem como nações separadas, apesar de serem legalmente uma parte de outro país. Países de reconhecimento limitado como Kosovo, Palestina e Taiwan (que compete como Taipé Chinesa) também podem competir.

## Comitê Olímpico Internacional

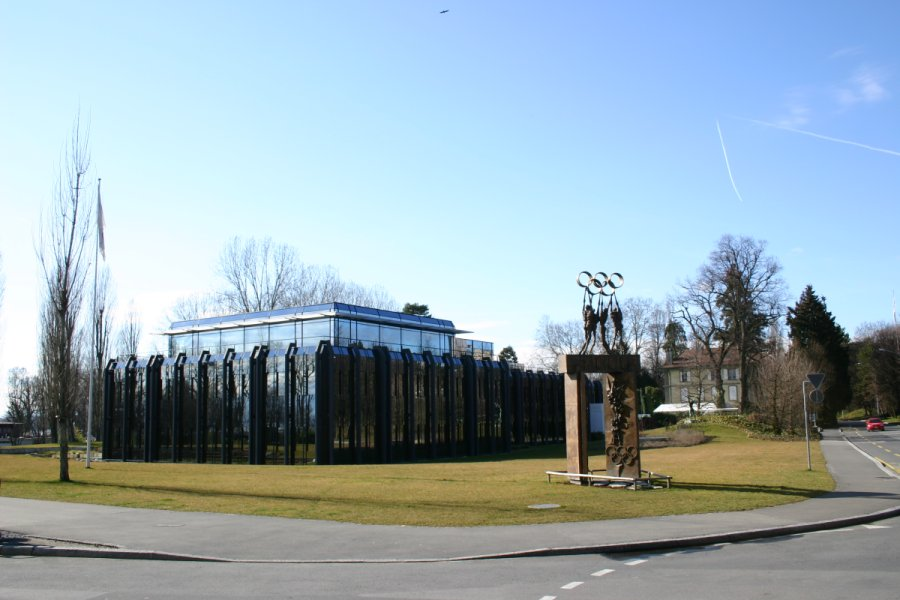
Quartel general do COI em Lausanne, Suíça

O Movimento Olímpico abrange um grande número de organizações desportivas nacionais e internacionais e federações, reconhecido parceiros de mídia, bem como atletas, dirigentes, juízes e qualquer outra pessoa e instituição que concorda em obedecer às regras da Carta Olímpica. Como a organização de cúpula do Movimento Olímpico, o Comitê Olímpico Internacional (COI) é responsável por selecionar a cidade sede, supervisionando o planejamento dos Jogos Olímpicos, a atualização e aprovação do programa de esportes, e negociação de patrocínios e direitos de transmissão. O Movimento Olímpico é constituído por três elementos principais:
- Federações Internacionais (FIs) são os organismos que regem a supervisão de um desporto a nível internacional. Por exemplo, a Federação Internacional de Futebol (FIFA) é a FI para o futebol, e a Federação Internacional de Voleibol (FIVB) é o órgão internacional do voleibol. Existem atualmente 35 FIs no Movimento Olímpico, representando cada um dos esportes olímpicos.[68]
- Comitês Olímpicos Nacionais (CONs) representam e regulam o Movimento Olímpico em cada país. Por exemplo, o Comitê Olímpico dos Estados Unidos (USOC) é o CON dos Estados Unidos. Existem atualmente 206 CONs reconhecidos pelo COI.[61][69]
- Comitês de Organização dos Jogos Olímpicos (OCOGs) constituem as comissões temporárias responsáveis pela organização de uma edição específica dos Jogos Olímpicos. OCOGs são dissolvidos após cada edição dos Jogos, uma vez que o relatório final é entregue ao COI.

O idioma francês e o inglês são as línguas oficiais do movimento olímpico. A língua utilizada em cada edição dos Jogos Olímpicos é a língua do país de acolhimento. Cada anúncio (como a entrada de cada país durante o desfile das nações na cerimônia de abertura, por exemplo) é falado nestas três línguas, ou as duas principais consoante o país de acolhimento seja um país de língua inglesa ou francesa.

### Crítica
O COI tem sido muitas vezes criticado por ser uma organização intratável, com vários membros integrando o comitê durante longos períodos. A liderança dos presidentes do COI, Avery Brundage e Juan Antonio Samaranch, foi especialmente controversa. Brundage foi presidente por mais de vinte anos, e durante seu mandato, protegeu os Jogos Olímpicos de envolvimento político adverso. Ele foi acusado de racismo por sua manipulação da questão do apartheid, com a delegação sul-africana, e de antissemitismo. Sob a presidência Samaranch, a entidade foi acusada tanto de nepotismo como corrupção. A ligação de Samaranch com o regime de Francisco Franco na Espanha também foi uma fonte de crítica.
Em 1998, foi descoberto que vários membros do COI haviam subornado membros do comitê de candidatura de Salt Lake City para a eleição da sede dos Jogos Olímpicos de Inverno de 2002, para garantir que seus votos fossem lançados em favor da proposta norte-americana. O COI seguiu uma investigação que levou à demissão de quatro membros e expulsão de outros seis. O escândalo desencadeou novas reformas que mudariam a forma de como seriam selecionadas as cidades anfitriãs, a fim de evitar casos semelhantes no futuro.
Um documentário da BBC intitulado Panorama: Buying the Games (em português: Comprando os Jogos), exibido em agosto de 2004, investigou a obtenção de propinas no processo de licitação para os Jogos Olímpicos de Verão de 2012. O documentário alegou que era possível subornar membros do COI a votar numa cidade candidata específica. Depois de ser derrotado em sua candidatura para Jogos Olímpicos de 2012, o prefeito de Paris, Bertrand Delanoë acusou especificamente o primeiro-ministro britânico Tony Blair e o Comitê de candidatura de Londres (liderada pelo ex-campeão olímpico Sebastian Coe) de quebrar as regras propostas. Ele citou o presidente francês, Jacques Chirac como testemunha; Chirac deu entrevistas sobre sua participação. A acusação nunca foi totalmente explorada. A candidatura de Turim para os Jogos Olímpicos de Inverno de 2006 também foi envolta em controvérsia. Um proeminente membro do COI, Marc Hodler, fortemente ligado com a candidatura rival de Sion, da Suíça, alegou suborno de funcionários do COI por membros do Comitê Organizador de Turim. Essas acusações levaram a uma ampla investigação. As acusações também serviram para azedar a relação de muitos membros do COI com a candidatura de Sion e possivelmente ajudou Turim a conquistar o direito de cidade anfitriã.

## Comercialização

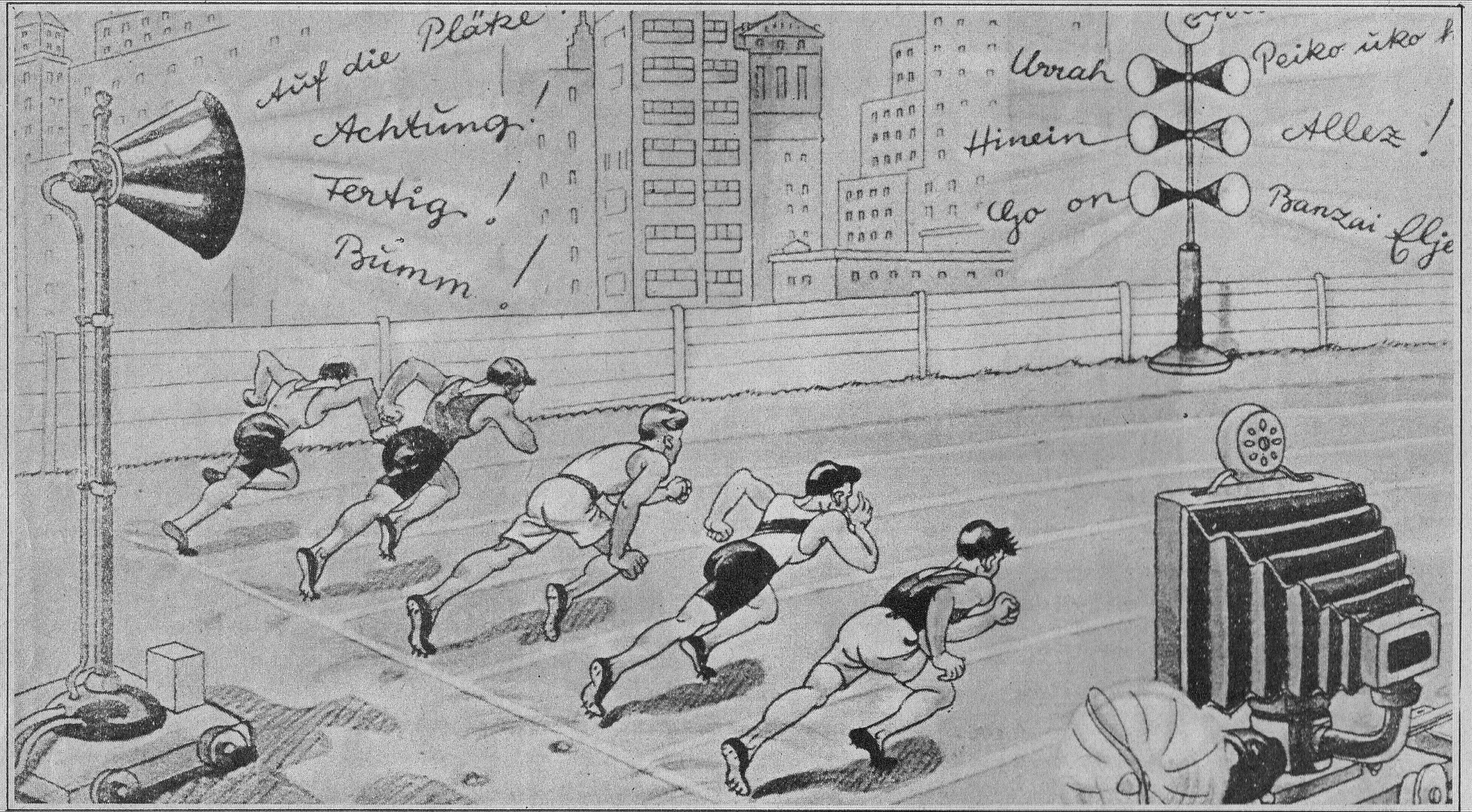
Caricatura de 1936 com o intuito de prever como seria os Jogos Olímpicos de 2000.

O COI inicialmente resistiu ao financiamento de patrocinadores. Não foi até a aposentadoria do presidente do COI, Avery Brundage, em 1972, que o COI começou a explorar o potencial da mídia televisiva e os mercados de publicidade lucrativa à sua disposição. Sob a liderança de Juan Antonio Samaranch os jogos começaram a mudar em direção aos patrocinadores internacionais, que procuraram vincular seus produtos com a marca olímpica; o então dirigente maior do esporte olímpico declarou que "os esportes que não se adaptarem à televisão estarão fadados ao desaparecimento; da mesma forma, as televisões que não souberem buscar o acesso aos programas esportivos jamais conseguirão sucesso financeiro e de público".

### Orçamento
Durante a primeira metade do século XX, o COI foi conduzido com um orçamento pequeno. Como presidente do COI de 1952 a 1972, Avery Brundage, rejeitou todas as tentativas de vincular os Jogos Olímpicos com interesses comerciais. Brundage acreditava que o lobby dos interesses corporativos indevidamente impactaria as decisões do COI. A resistência de Brundage a este fluxo de receita significava que o COI deixava os próprios comitês organizarem e negociarem seus contratos de patrocínio e utilizarem os símbolos olímpicos. Quando Brundage aposentou-se do COI havia 2 milhões de dólares em ativos; oito anos mais tarde o valor nos cofres do COI havia aumentado para 45 milhões. Isto se deveu principalmente a uma mudança de ideologia para a expansão dos jogos através do patrocínio de empresas e a venda dos direitos televisivos. Quando Juan Antonio Samaranch foi eleito presidente do COI, em 1980, seu desejo era fazer com que o COI fosse financeiramente independente.
Após o Massacre de Munique, durante os Jogos Olímpicos de Verão de 1972 e as severas perdas financeiras de Montreal quando sediou os Jogos de Verão de 1976, poucas cidades se manifestaram sobre o interesse de sediar a edição de 1984. A partir de então esses Jogos tornaram-se um divisor de águas na história olímpica. A comissão organizadora sediada em Los Angeles, conduzida por Peter Ueberroth, foi capaz de gerar um excedente de 225 milhões de dólares, uma quantidade sem precedentes na época. A comissão organizadora tinha sido capaz de criar esse excedente, em parte pela venda de direitos de patrocínio exclusivos para selecionar as empresas. O COI tentou obter o controle desses direitos de patrocínio. Samaranch ajudou a estabelecer o The Olympic Program (TOP), em 1985, a fim de criar uma marca olímpica. A participação no TOP era, e é, muito exclusiva e cara. Taxas ao custo de 50 milhões de dólares para uma adesão de quatro anos. Membros do TOP receberam direitos exclusivos de publicidade global para a sua categoria de produtos, e a utilização do símbolo olímpico, os anéis entrelaçados, nas suas publicações e anúncios.

### Efeitos da televisão
Os Jogos Olímpicos de 1936 em Berlim foram os primeiros jogos a serem transmitidos na televisão, mas apenas para o público local. Os Jogos Olímpicos de Inverno de 1956 foram os primeiros televisionados a nível internacional dos Jogos Olímpicos, e os seguintes Jogos de Inverno tinham vendidos os direitos de transmissão pela primeira vez para as redes de transmissão especializadas — CBS pagou 394 mil dólares pelos direitos norte-americanos, e da European Broadcasting Union (EBU) foram atribuídos 660 mil dólares. Nas décadas seguintes, os Jogos Olímpicos se tornaram uma das frentes ideológicas da Guerra Fria. Superpotências disputavam a supremacia política, e o COI queria aproveitar este aumento no interesse através de um meio de transmissão. A venda dos direitos de transmissão permitiu ao COI aumentar a exposição dos Jogos Olímpicos, gerando assim mais interesse, que por sua vez criou mais atrativos para os anunciantes que compraram espaço publicitário na televisão. Este ciclo permitiu ao COI cobrar uma taxa cada vez maior por esses direitos. Por exemplo, a CBS pagou 375 milhões dólares pelos direitos dos Jogos de Nagano, enquanto a NBC gastou 3,5 bilhões de dólares pelos direitos de transmissão de todos os Jogos Olímpicos entre 2000 e 2008.
A audiência cresceu exponencialmente desde a década de 1960 até o final do século. Isto foi devido ao uso de satélites para transmissão de televisão ao vivo em todo o mundo em 1964, e a introdução da televisão a cores em 1968. Estimativas de audiência global para os Jogos da Cidade do México em 1968 foi de 600 milhões de pessoas, enquanto nos Jogos de Los Angeles de 1984, o número de espectadores aumentou para 900 milhões; esse número aumentou para 3,5 bilhões, em 1992, nos Jogos Olímpicos de Barcelona. No entanto, nos Jogos de Sydney, a NBC registrou a menor audiência das Olimpíadas de Verão ou de Inverno desde 1968. Isto foi atribuído a dois fatores: um é o aumento da concorrência dos canais a cabo, a segunda era a internet, que foi capaz de mostrar resultados e vídeo em tempo real. Empresas de televisão ainda estavam contando com o conteúdo da fita pré-gravada, que foi se tornando obsoleta na era da informação. A queda nos índices significava que os estúdios de televisão teriam de dar tempo de publicidade gratuita. Com custos tão elevados cobrados para transmitir o Jogos, a pressão adicional da internet, e o aumento da concorrência a cabo, o lobby de televisão exigiu concessões do COI para aumentar sua audiência. O COI respondeu fazendo uma série de mudanças no programa olímpico. Nos Jogos de Verão, a competição de ginástica foi ampliada de sete a nove noites, e uma exibição de gala foi adicionada para atrair maior interesse. O COI também expandiu os programas de natação e saltos ornamentais, dois esportes populares com uma ampla base de telespectadores. Por fim, o lobby de televisão norte-americana foi capaz de ditar quando determinados eventos fossem realizados para que pudessem ser transmitidos ao vivo em horário nobre nos Estados Unidos. O resultado desses esforços foram mistos: os índices para os Jogos de Inverno de 2006, realizados em Turim, Itália, foram significativamente menores do que aqueles para os Jogos de 2002, enquanto houve um aumento acentuado na audiência para as Olimpíadas de 2008, realizada em Pequim.

### Filmografia
Os Jogos Olímpicos tem sido ostensivamente relatado na Industria Cinematográfica, é o caso do Filme-Documentário Icarus (2017), que é um filme-documentário estadunidense de 2017 dirigido e escrito por Bryan Fogel e Mark Monroe, que segue a história de Fogel, um ciclista amador envolvido em um escândalo de doping com a ajuda do chefe do laboratório antidoping Grigory Rodchenkov. Lançado no Festival Sundance de Cinema em 20 de janeiro e, em seguida, distribuído mundialmente pela Netflix em 4 de agosto.
Outro exemplo é o caso do Ganhador do Oscar de 1982, Chariots of Fire onde
venceu na categoria de Melhor filme, Melhor roteiro original (Colin Welland), Melhor figurino (Milena Canonero) e Melhor trilha sonora (Vangelis). É um filme britânico de 1981, do gênero drama, dirigido por Hugh Hudson. A música-tema do filme, composta pelo grego Vangelis, tornou-se o hino oficial de todas as maratonas e maratonistas ao redor do mundo. O filme mostra a preparação da equipe olímpica de atletismo da Grã-Bretanha para os Jogos Olímpicos de 1924, em Paris.

### Controvérsia
A venda da marca olímpica tem sido um tanto controversa. O argumento é que os Jogos se tornaram indistinguíveis de qualquer outro espectáculo desportivo comercializado. Críticas específicas foram dirigidas ao COI para a saturação do mercado durante os Jogos de Atlanta 1996 e Sydney 2000. As cidades foram inundadas de empresas e comerciantes tentando vender mercadorias relacionados com a Olimpíada. O COI mencionou que iria visar isso para evitar espetáculos de marketing em jogos futuros. Outra crítica é que os Jogos são financiados por cidades anfitriãs e os governos nacionais, o COI incorre em nenhum custo, mas controla todos os direitos e os lucros dos símbolos olímpicos. O COI também tem uma percentagem de todas as receitas de patrocínio e de transmissão. Cidades-sede continuam ardentemente a competir pelo direito de sediar os Jogos, embora não haja certeza de que vão ganhar de volta seus investimentos.

## Símbolos

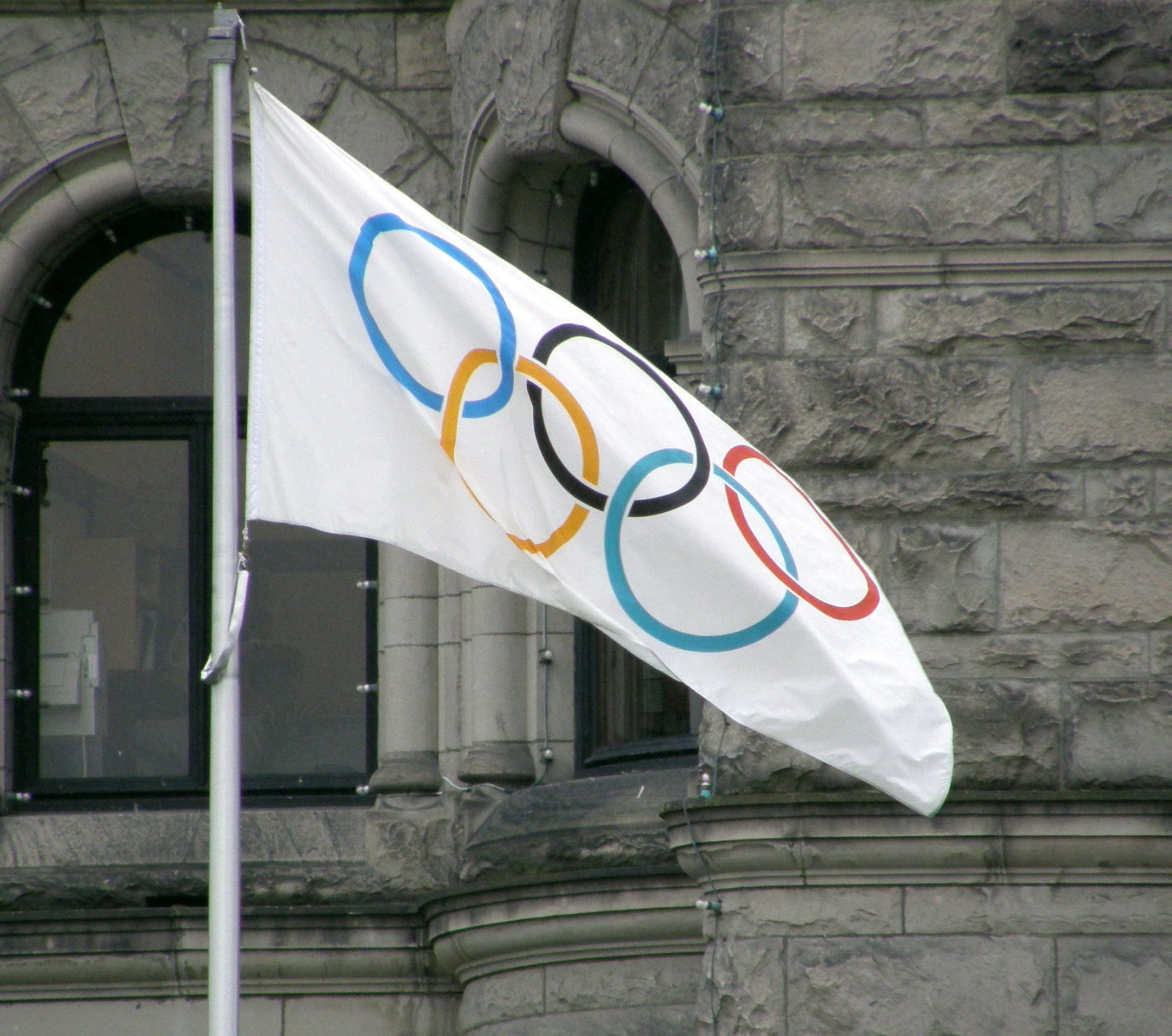
A bandeira olímpica

O Movimento Olímpico utiliza símbolos para representar os ideais consagrados na Carta Olímpica. O símbolo olímpico mais conhecido, os anéis olímpicos, é composto por cinco anéis entrelaçados representando a união dos cinco continentes habitados. A versão colorida dos anéis, azul, amarelo, preto, verde e vermelho sobre um fundo branco, forma a bandeira olímpica. As cores foram escolhidas porque cada nação tinha pelo menos uma delas em sua bandeira nacional. A bandeira foi adotada em 1914, mas foi hasteada pela primeira vez apenas em 1920 nos Jogos Olímpicos de Antuérpia, na Bélgica. Desde então, é hasteada em cada celebração dos Jogos e em ações relacionadas ao COI.
O lema olímpico é "Citius, Altius, Fortius", uma expressão latina que significa "mais rápido, mais alto, mais forte". Os ideais de Coubertin são melhores expressos no juramento olímpico:
A coisa mais importante nos Jogos Olímpicos não é vencer, mas participar, assim como a coisa mais importante na vida não é o triunfo, mas a luta. O essencial não é ter vencido, mas ter lutado bem.
Meses antes de cada edição dos Jogos, a chama olímpica é acesa em Olímpia, em uma cerimônia que reflete antigos rituais gregos. A performista, atuando como uma sacerdotisa, acende uma lanterna colocando-a dentro de um espelho parabólico que concentra os raios do sol; ela, em seguida, acende as luzes da tocha do primeiro portador, iniciando assim o revezamento da tocha olímpica que vai levar a chama ao estádio olímpico da cidade anfitriã dos Jogos, onde desempenha um papel importante na cerimônia de abertura. Embora o fogo seja um símbolo olímpico desde 1928, o revezamento da tocha foi introduzido nos Jogos Olímpicos de Verão de 1936 como parte da tentativa do governo alemão para promover a sua ideologia nazista.
O mascote olímpico, um animal ou uma figura humana que representa o patrimônio cultural do país anfitrião, foi introduzido em 1968. Ele desempenhou um papel importante na promoção da identidade dos Jogos desde, especialmente nos Jogos Olímpicos de Verão de 1980, quando o filhote de urso russo Misha atingiu o estrelato internacional. O mascote dos últimos Jogos Olímpicos de Verão, no Rio de Janeiro, foi o híbrido Vínicius, uma criatura que representa a diversidade da fauna brasileira.

## Cerimônias

### Abertura

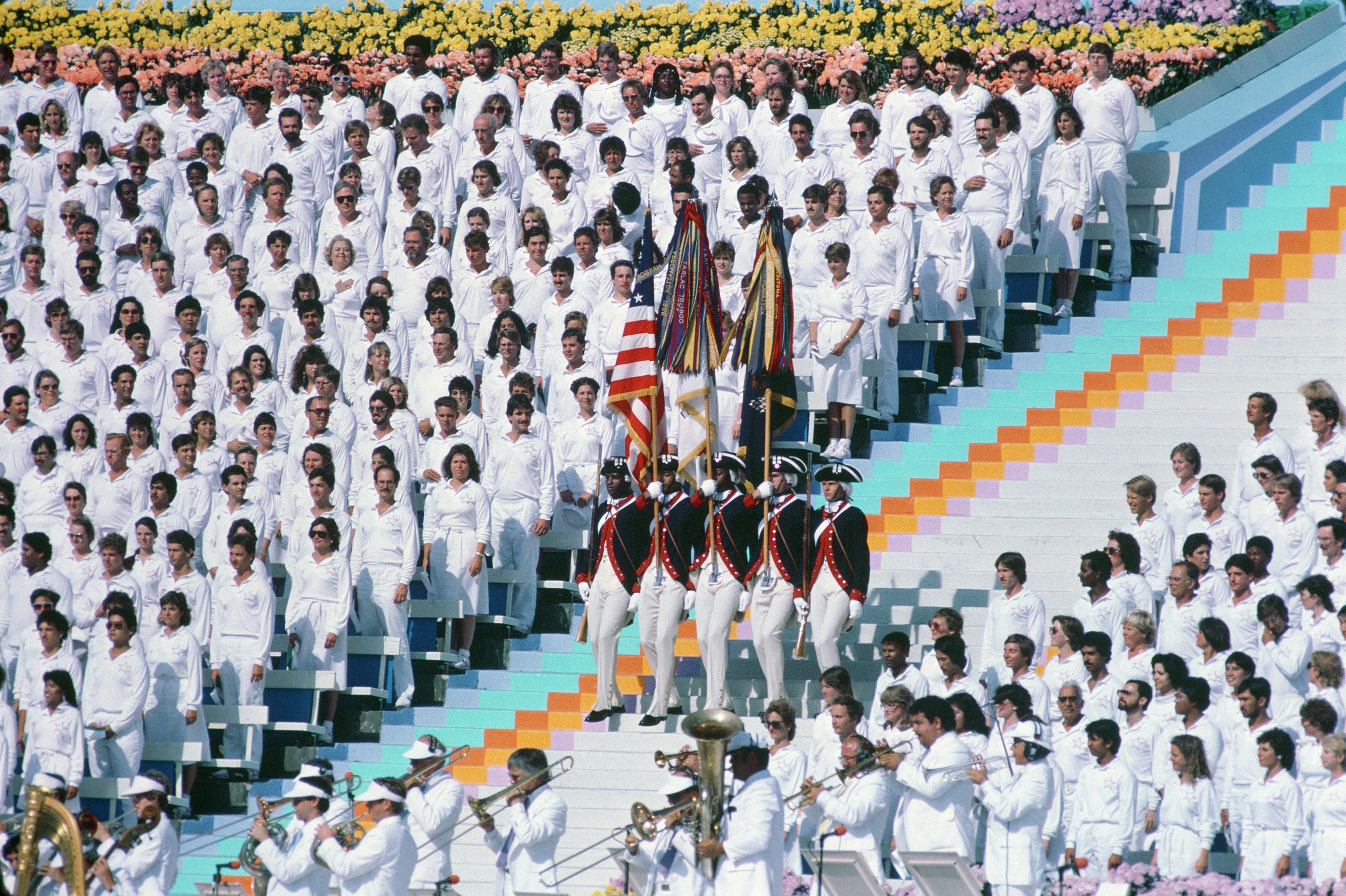
A cena da cerimônia de abertura dos Jogos Olímpicos de Verão de 1984 em Los Angeles

Conforme estipulado pela Carta Olímpica, vários elementos enquadram a cerimônia de abertura dos Jogos Olímpicos. A maioria destes rituais foram criados em 1920 nos Jogos Olímpicos de Antuérpia. A cerimônia tipicamente começa com o hastear da bandeira do país anfitrião e uma performance de seu hino nacional. O país anfitrião, em seguida, apresenta manifestações artísticas de música, canto, dança e representação teatral de sua cultura. As apresentações artísticas têm crescido em dimensão e complexidade na tentativa das cidades-sedes de fornecer uma cerimônia que supere sua antecessora em termos de memorização. A cerimônia de abertura dos Jogos de Pequim custou 100 milhões de dólares, com parte dos custos suportados no segmento artístico.
Após a parte artística da cerimônia, é realizado o desfile de atletas para o estádio agrupados por país. A Grécia é tradicionalmente a primeira nação a entrar com o intuito de honrar as origens dos Jogos Olímpicos. Das nações, em seguida, entram no estádio em ordem alfabética de acordo com o idioma do país-sede, com os atletas deste sendo os últimos a entrarem. Durante as Olimpíadas de 2004, que foram realizados em Atenas, na Grécia, a bandeira grega abriu o desfile das nações e a delegação do país encerrou o mesmo. Discursos são dados, formalmente abrindo os Jogos. Finalmente, a tocha olímpica é levada para o estádio e é passada de mão em mão até chegar ao portador final da tocha, muitas vezes um bem conhecido e bem sucedido atleta olímpico da nação anfitriã, que acende a chama olímpica na pira do estádio.

### Encerramento

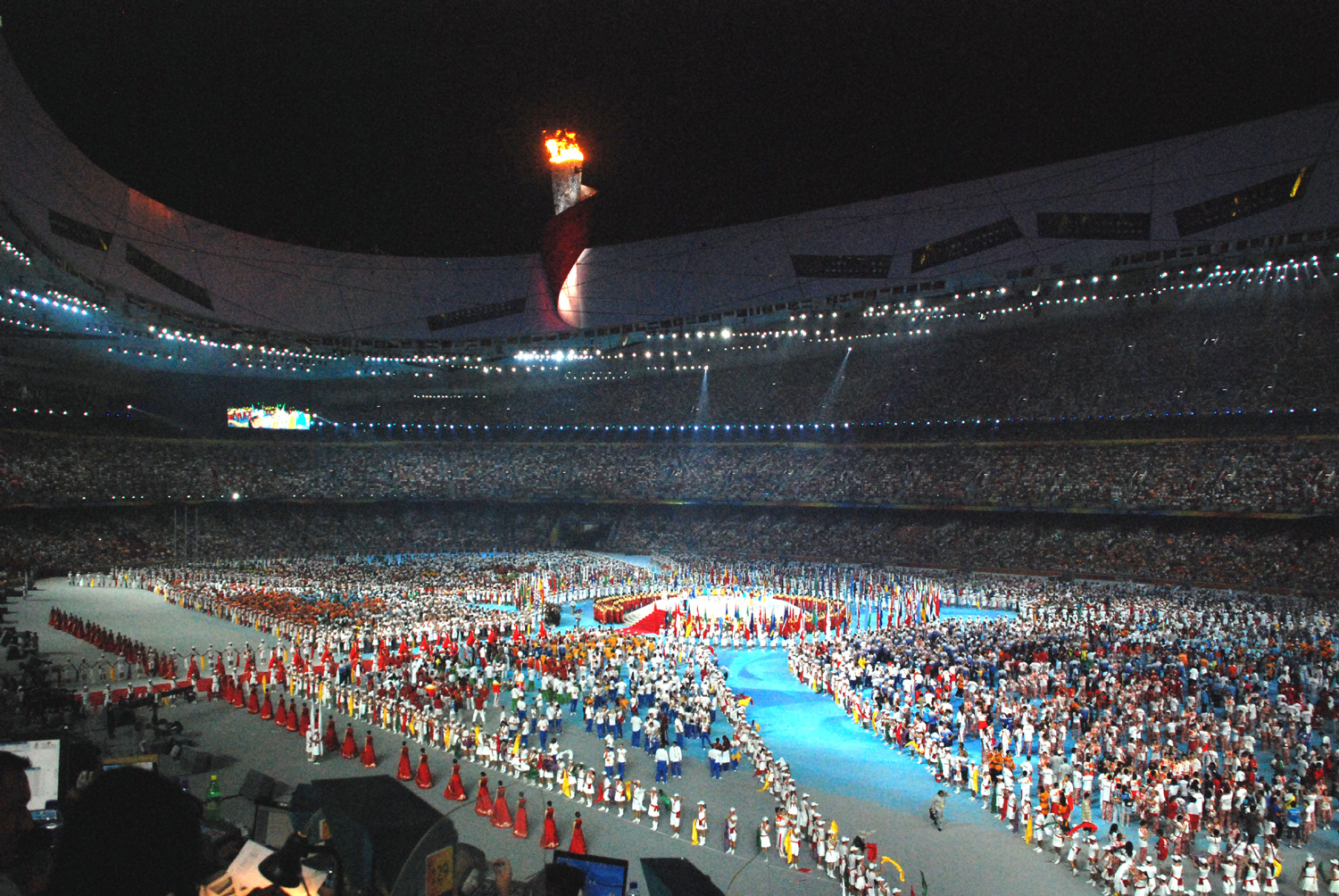
Atletas se reúnem no estádio durante a cerimônia de encerramento dos Jogos Olímpicos de 2008.

A cerimônia de encerramento dos Jogos Olímpicos ocorre após todos os eventos desportivos terem sido concluídos. Porta-bandeiras de cada país participante entram no estádio, seguidos pelos atletas que entram juntos, sem qualquer distinção nacional. Três bandeiras nacionais são hasteadas enquanto os hinos nacionais correspondentes são tocados: a bandeira da Grécia, para homenagear o berço dos Jogos Olímpicos, a bandeira do país anfitrião, e a bandeira do país dos próximos Jogos Olímpicos. O presidente do comitê organizador e presidente do COI fazem seus discursos de encerramento, os Jogos são oficialmente encerrados, e a chama olímpica é apagada. Na Cerimônia de Antuérpia, o prefeito da cidade que organizou os Jogos Olímpicos transfere uma bandeira olímpica especial ao presidente do COI, que depois a passa para o prefeito da cidade anfitriã dos próximos Jogos Olímpicos. Após estes elementos obrigatórios, o país anfitrião seguinte apresenta-se brevemente com exposições artísticas de dança e teatro representante de sua cultura.

### Entrega de medalhas

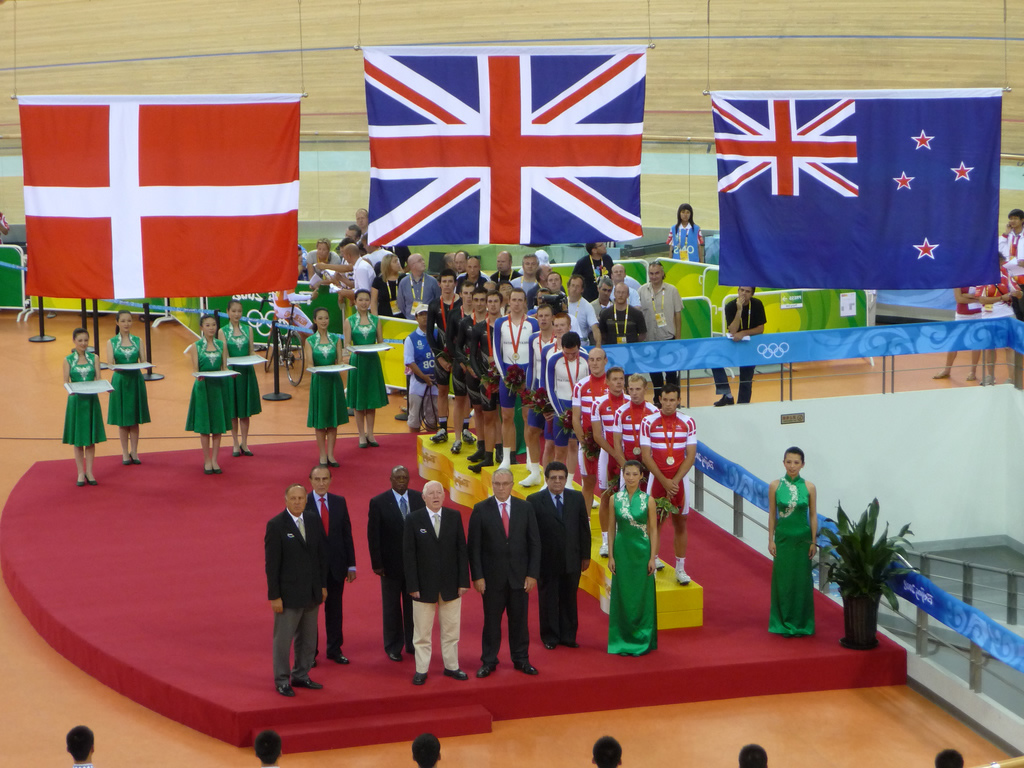
Uma cerimônia de medalhas durante os Jogos Olímpicos de Verão de 2008

A cerimônia de entrega de medalha é realizada após a realização de cada evento olímpico. O vencedor, segundo e terceiro lugar, sendo competidores individuais ou equipes, sobem no alto de uma tribuna em três níveis e são atribuídas suas respectivas medalhas. Após as medalhas serem distribuídas por um membro do COI, as bandeiras nacionais dos três medalhistas são levantadas enquanto o hino nacional do país do medalhista de ouro é executado. Cidadãos voluntários do país-sede também atuam como anfitriões durante a cerimônia de medalhas, já que ajudam os funcionários a entregarem as medalhas e atuam como porta-bandeiras. Para cada modalidade olímpica, a respectiva cerimônia de medalhas é realizada, no máximo, um dia depois do final do evento. Para a maratona masculina, a competição é normalmente realizada no início da manhã do último dia de competição olímpica e a sua cerimônia de medalhas, em seguida, é realizada à noite durante a cerimônia de encerramento. Nas Olimpíadas de 2020, as medalhistas da maratona feminina também foram premiadas na cerimônia de encerramento, como parte da política de igualdade de gêneros.

## Esportes

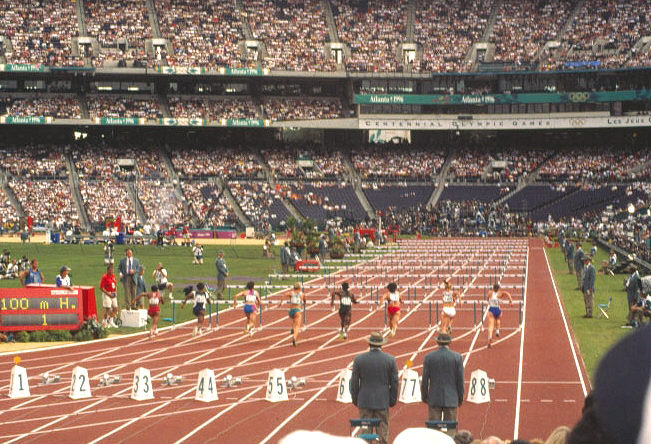
Prova de atletismo nos Jogos Olímpicos de 1996

O programa dos Jogos Olímpicos consiste de 26 esportes, 30 disciplinas e cerca de 300 provas. Por exemplo, a luta é um esporte dos Jogos Olímpicos de Verão que inclui duas disciplinas: greco-romana e livre. É dividido em provas para homens e mulheres, cada um representando uma classe de peso. Os Jogos Olímpicos de Verão inclui 26 programas esportivos, enquanto os Jogos Olímpicos de Inverno apresentam quinze programas esportivos. Atletismo, natação, esgrima e ginástica artística são os únicos esportes de verão que nunca estiveram ausentes do programa olímpico. Esqui cross-country, patinação artística, hóquei no gelo, combinado nórdico, salto de esqui e patinação de velocidade estiveram em todas as Olimpíadas de Inverno desde a criação em 1924. Outros esportes olímpicos, como badminton, basquetebol e voleibol, apareceram primeiro no programa como esportes de demonstração e depois foram selecionados ao programa oficial dos esportes olímpicos. Alguns esportes que foram destaques em jogos anteriores foram retirados do programa.
Os esportes olímpicos são governados pelas Federações Internacionais (FIs), reconhecido pelo COI como os supervisores dos esportes globais. Há 35 federações representadas no COI. Não são reconhecidos pelo COI esportes que não estão incluídos no programa olímpico. Estes não são considerados esportes olímpicos, mas podem ser promovidos a este status durante uma revisão do programa que ocorre após a primeira sessão do COI, em comemoração dos Jogos Olímpicos. Durante tais revisões, esportes podem ser excluídos ou incluídos no programa, com base em uma maioria de dois terços dos membros do COI. Há esportes reconhecidos que nunca estiveram em um programa olímpico, incluindo xadrez e surfe.
Em outubro e em novembro de 2004 o COI estabeleceu uma comissão do programa olímpico, que foi encarregada de analisar o esporte no programa olímpico e todos os esportes não-olímpicos reconhecidos. Era o objetivo para aplicar a abordagem sistemática à criação do programa olímpico para cada celebração dos Jogos. A Comissão formulou sete critérios para julgar se um esporte deve ser incluído no programa olímpico. Estes critérios são a história e a tradição do esporte, a universalidade, a popularidade do esporte, a imagem, a saúde dos atletas, o desenvolvimento da Federação Internacional que rege o esporte e os custos de exploração do esporte. A partir deste estudo de cinco esportes reconhecidos surgiram como candidatos para inclusão nas Olimpíadas de 2012 o golfe, caratê, rugby, squash e patinação sobre rodas. Esses esportes foram revistos pelo Conselho Executivo do COI e, então, encaminhada para a sessão geral em Singapura, em julho de 2005. Dos cinco esportes recomendados para a inclusão apenas dois foram selecionados como finalistas: caratê e squash. Nenhum esporte alcançou dois terços de votos necessários e, consequentemente, não foram selecionados para o programa olímpico. Em outubro de 2009, o COI elegeu o golfe e o rugby como esportes olímpicos para os Jogos Olímpicos de 2016 e 2020.
Na 114ª Sessão do COI, em 2002, o programa dos Jogos Olímpicos foi limitado a um máximo de 28 esportes, 301 eventos e 10 500 atletas. Três anos mais tarde, na 117ª Sessão, a primeira grande revisão do programa foi realizada, o que resultou na exclusão do beisebol e softbol do programa oficial dos Jogos de Londres 2012. Como não houve acordo para a promoção de dois outros esportes, o programa de 2012 contou com apenas 26 esportes. Os Jogos de 2016 e 2020 voltariam a ter o máximo de 28 esportes, com a adição do rugby sevens e golfe. Posteriormente para 2020 foram incluídos o basquete 3x3, caratê, ciclismo BMX estilo livre, escalada esportiva (anteriormente testado nas Olimpíadas da Juventude de 2018), skate e surfe, além do retorno do beisebol/softbol. Para 2024, foi incluído o breaking (testado nas Olimpíadas da Juventude de 2018) e retirado o beisebol/softbol e o caratê.

### Amadorismo e profissionalismo

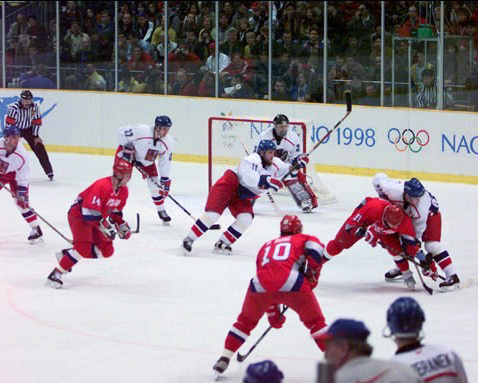
Jogadores profissionais da NHL foram autorizados a participar do hóquei no gelo a partir de 1998 (decisão da medalha de ouro entre a Rússia e a República Checa, na foto)

O ethos da aristocracia como exemplificado na Independent School muito influenciou Pierre de Coubertin. As escolas independentes baseavam-se na crença de que o esporte forma uma parte importante da educação, a partir do lema mens sana in corpore sano, uma mente sã num corpo sadio. Neste espírito, uma pessoa tornava-se melhor em vários aspectos, não o melhor em uma coisa específica. Houve também um conceito dominante de justiça, em que praticar ou treinar era considerado uma trapaça. Aqueles que praticavam o esporte profissionalmente eram considerados como tendo uma vantagem injusta sobre aqueles que meramente praticavam como um hobby.
A exclusão dos profissionais causou diversas polêmicas ao longo da história das Olimpíadas modernas. O campeão olímpico de 1912 no pentatlo e decatlo Jim Thorpe perdeu as medalhas quando foi descoberto que tinha jogado beisebol semiprofissional antes dos Jogos Olímpicos. Suas medalhas foram restauradas pelo COI em 1983 por motivos de compaixão. Esquiadores suíços e austríacos boicotaram os Jogos Olímpicos de Inverno de 1936 em apoio a seus professores de esqui, que não estavam autorizados a competir porque eles haviam ganhado dinheiro com o seu esporte e foram considerados profissionais.
Como a estrutura de classe evoluiu ao longo do século XX, a definição do atleta amador como um "cavalheiro aristocrático" tornou-se ultrapassada. O advento do Estado-patrocinador pelo "atleta amador em tempo integral" dos países do Bloco Oriental corroeu a ideologia do amadorismo puro, colocando os amadores autofinanciados dos países ocidentais em desvantagem. No entanto, o COI seguiu com as regras tradicionais sobre amadorismo. A partir de 1970, os requisitos de amadorismo foram gradualmente eliminados da Carta Olímpica. Depois dos Jogos de 1988, o COI decidiu autorizar que atletas profissionais participassem dos Jogos Olímpicos, sujeito à aprovação das FIs. No futebol masculino, apenas três jogadores com idade superior a 23 são elegíveis para a participação por equipe no torneio olímpico. Isto é feito para manter um nível de amadorismo, e para assegurar a primazia da Copa do Mundo.

## Controvérsias

### Boicotes

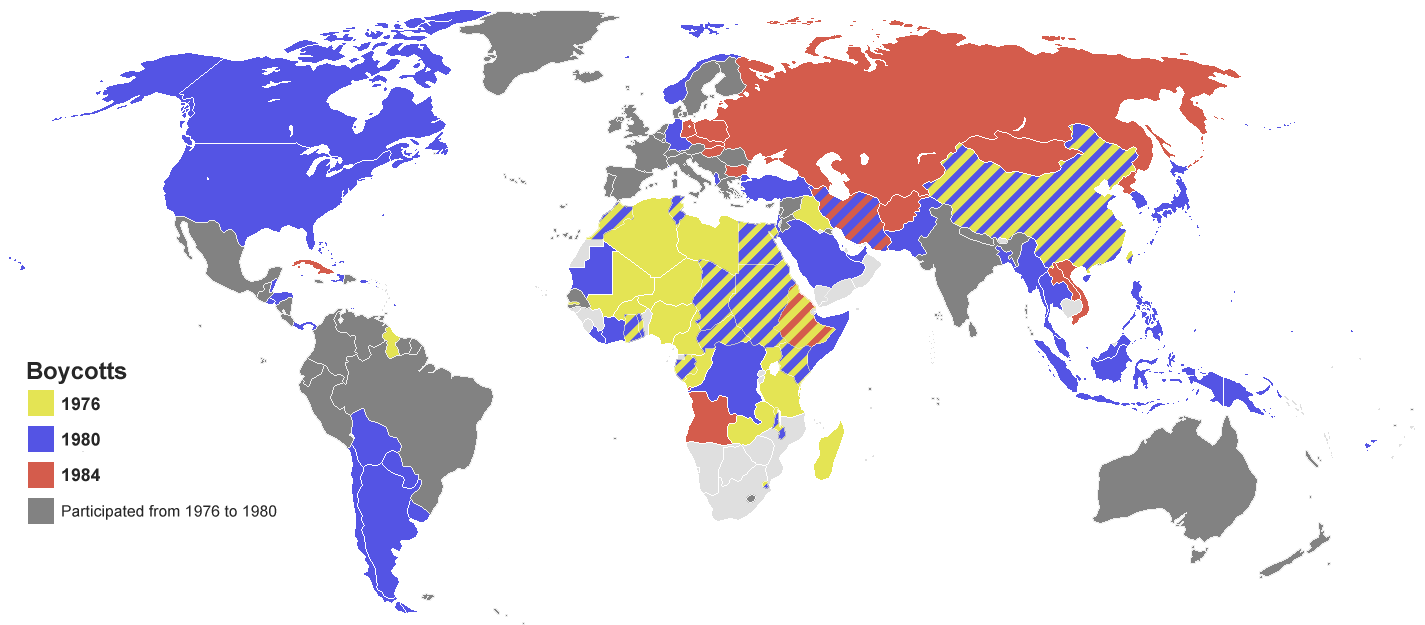
Mapa mostrando os países que boicotaram os Jogos Olímpicos de 1976 (amarelo), 1980 (azul) e 1984 (vermelho)

O Conselho Olímpico da Irlanda boicotou os Jogos de Berlim em 1936, devido o COI ter insistido que sua equipe se restringia ao Estado Livre Irlandês, em vez de representar toda a ilha da Irlanda. Houve dois boicotes nos Jogos Olímpicos de Melbourne em 1956: Países Baixos, Espanha e Suíça recusaram-se a comparecer devido à repressão da revolta húngara pela União Soviética; Camboja, Egito, Iraque e Líbano boicotaram os Jogos devido à crise de Suez.  Em 1972 e 1976, um grande número de países africanos ameaçaram o COI com um boicote ao forçá-lo a proibição da África do Sul e da Rodésia, por causa de seu regime segregacionista. Também a Nova Zelândia foi um dos motivos ao boicote africano, porque a Seleção Neozelandesa de râguebi excursionou na África do Sul de regime declaradamente apartheid. O COI concedeu nos dois primeiros casos, mas se recusou a proibição de Nova Zelândia, alegando que o râguebi não era um esporte olímpico. Cumprindo a ameaça, vinte países africanos juntaram-se ao Iraque e a Guiana liderada pela Tanzânia na retirada a partir dos Jogos de Montreal, depois que alguns de seus atletas já haviam competido. Taiwan, também decidiu boicotar estes jogos porque a República Popular da China (RPC), exerceu pressão sobre o Comitê organizador de Montreal para manter a delegação da República da China (RC) competir sob esse nome. A RC refutou o compromisso proposto que ainda lhes permitia usar o hino e a bandeira da República da China, desde que o nome fosse mudado. Taiwan novamente não participou até 1984, quando retornou com o nome de Taipé Chinês e com um bandeira e o hino especial.
Em 1980 e 1984, os adversários da Guerra Fria boicotaram cada um dos Jogos do outro. Sessenta e cinco nações recusaram-se a competir nos Jogos Olímpicos de Moscou em 1980 devido à invasão soviética do Afeganistão. Este boicote reduziu o número de participantes para 81 nações, o número mais baixo desde 1956. A União Soviética e catorze dos seus parceiros do Bloco do Leste (com exceção da Romênia) contrariaram boicotando os Jogos Olímpicos de Los Angeles de 1984, alegando que eles não poderiam garantir a segurança dos seus atletas. Funcionários soviéticos defenderam a decisão de se retirar dos Jogos dizendo que os sentimentos "chauvinistas e uma histeria anti-soviética estão sendo instigados até nos Estados Unidos." As nações do bloco oriental organizaram seu próprio evento alternativo, os Jogos da Amizade, em julho e agosto.
Havia crescido o pedido de boicote aos produtos chineses e as Olimpíada de 2008 em Pequim, em protesto contra a situação dos direitos humanos, e em resposta às perturbações no Tibete e em conflito no Darfur. Em última análise, nenhuma nação apoiou o boicote. Em agosto de 2008, o governo da Geórgia clamou por um boicote aos Jogos Olímpicos de Inverno de 2014, realizados em Sóchi, na Rússia, em resposta à participação da Rússia na Guerra na Ossétia do Sul em 2008. O Comitê Olímpico Internacional respondeu as preocupações sobre o estado dos jogos de 2014, afirmando que "é prematuro fazer juízos sobre a forma de como os eventos acontecem hoje para com um evento a ser realizado daqui a seis anos".
Durante os Jogos Olímpicos de Verão de 2020, houve temores quanto ao crescimento de casos e óbitos pela Pandemia de COVID-19, fazendo com que países como Espanha, Itália, Brasil, Grã-Bretanha e Canadá ameaçassem boicotar o evento caso não houvesse o adiamento dos jogos para o verão de 2021. Atendendo a pressão de diversos comités olímpicos, os jogos foram adiados em um ano, se tornando a primeira edição a ocorrer em um ano ímpar (fora do ciclo olímpico). Mesmo com o adiamento, a edição não ficou livre de boicotes, já que a Coreia do Norte anunciou que não irá participar dos jogos devido a preocupação com a saúde dos atletas. Essa é a terceira vez que o lado norte coreano não participa dos jogos olímpicos, já que também ficou ausente em 1984 e 1988. Na véspera da cerimônia de abertura, em 22 de julho, foi a vez do Guiné também anunciar desistência aos jogos por conta de casos positivos entre membros da delegação, além de incertezas com os protocolos.
Tal boicote norte-coreano ocasionou em punição para os Jogos Olímpicos de Inverno de 2022, com o país impossibilitado de usar a bandeira e o hino nacional durante as competições. Punição essa semelhante com a da Rússia durante os Jogos Olímpicos de Inverno de 2018 e Verão de 2020. Por não concordar com a punição, a Coreia do Norte decidiu não participar dessa edição dos jogos. Essa edição também ficou marcada por um boicote diplomático de países como a Austrália, Bélgica, Canadá, Dinamarca, Estados Unidos, Japão, Kosovo, Lituânia e Reino Unido, tendo como um dos motivos a crise da China com o ocidente, relacionada aos povos uigures, na província chinesa de Xinjiang, os quais, segundo a mídia ocidental, são enviados a campos de internato, sendo tais atitudes consideradas uma violação aos direitos humanos e até mesmo de genocídio por parte de alguns países. Tal boicote não afetou a participação dos atletas, que competiram normalmente.

### Política

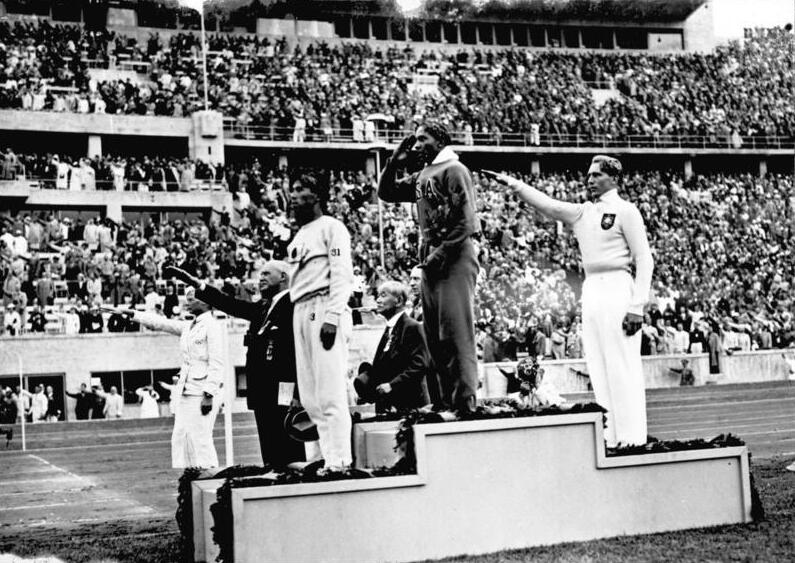
Jesse Owens ao pódio depois de vencer o salto em distância nos Jogos Olímpicos de Verão de 1936

Os Jogos Olímpicos têm sido usados como uma plataforma para promover ideologias políticas quase desde o início. A Alemanha nazista desejava retratar o Partido Nacional Socialista como benevolente e amante da paz quando organizou os Jogos de 1936. Os jogos também foram destinados a demonstrar a superioridade da raça ariana, uma meta que não foi realizada em parte devido às conquistas de atletas como Jesse Owens, que ganhou quatro medalhas de ouro nesta Olimpíada. A União Soviética não participou até os Jogos Olímpicos de Helsinque em 1952.  Em vez disso, a partir de 1928, os soviéticos organizaram um evento esportivo internacional chamado Spartakiada. Outros países comunistas organizaram Olimpíadas dos Trabalhadores durante o período entre as guerras dos anos 1920 e 1930. Esses eventos foram realizados como uma alternativa para os Jogos Olímpicos, os quais eram percebidos como um evento capitalista e da nobreza.  Não era, até os Jogos de 1956 que os soviéticos emergiram como uma superpotência esportiva e, ao fazê-lo, tomou proveito da publicidade que veio com vitória nos Jogos Olímpicos.
Atletas individuais também utilizaram os jogos para promover sua agenda política própria. Nos Jogos Olímpicos de 1968, na Cidade do México, dois corredores americanos, Tommie Smith e John Carlos, que terminaram em primeiro e terceiro nos 200 metros rasos, realizaram a saudação do Black Power no pódio. O segundo colocado Peter Norman usou o crachá do projeto olímpico para os Direitos Humanos em apoio a Smith e Carlos. Em resposta ao protesto, o presidente do COI, Avery Brundage disse ao Comitê Olímpico dos Estados Unidos (USOC) que enviasse os dois atletas para casa ou retiraria a equipe de atletismo de campo. O USOC optou pela primeira.
Atualmente, o Governo do Irã tomou medidas para evitar qualquer concorrência entre os seus atletas e os de Israel. Um judoca iraniano não quis competir em uma partida contra um israelense durante as Olimpíadas de 2004. Embora ele tenha sido oficialmente desclassificado por excesso de peso, Arash Miresmaeli recebeu 125 mil dólares em prêmios monetários por parte do governo iraniano, um montante pago a todos os ganhadores de medalha de ouro no país. Ele foi oficialmente inocentado de deliberadamente evitar o confronto, mas a sua recepção do prêmio em dinheiro levantou suspeita.

### Uso de drogas de aumento do desempenho

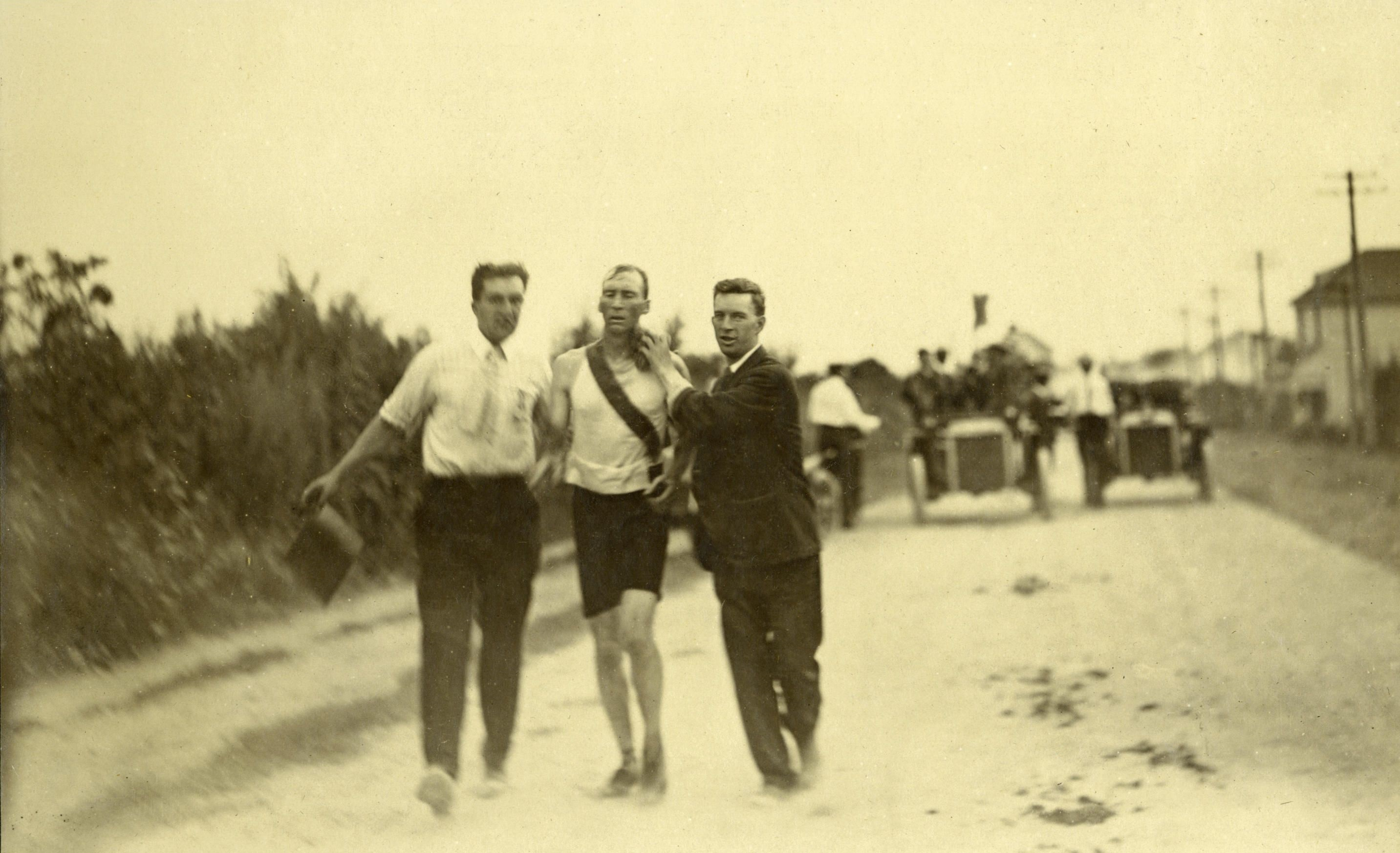
Thomas J. Hicks correndo a maratona nos Jogos Olímpicos de Verão de 1904

No início do século XX, muitos atletas olímpicos começaram a usar drogas para melhorar suas habilidades atléticas. Por exemplo, o vencedor da maratona nos Jogos de 1904, Thomas J. Hicks, recebeu estricnina e conhaque do seu técnico. A morte olímpica apenas ligada ao doping ocorreu nos Jogos de Roma de 1960. Durante a corrida de ciclismo de estrada, o ciclista dinamarquês Knud Enemark Jensen caiu de bicicleta e morreu mais tarde. Um legista do inquérito concluiu que ele estava sob o efeito de anfetaminas. Em meados da década de 1960, federações desportivas estavam começando a proibição do uso de drogas de elevação do desempenho, em 1967 o COI seguiu o exemplo.
O primeiro atleta olímpico a testar positivo para o uso de drogas de aumento do desempenho foi Hans-Gunnar Liljenwall, um pentatleta sueco nos Jogos Olímpicos de 1968, que perdeu sua medalha de bronze por uso do álcool. A desqualificação mais divulgada relacionada ao doping é a do velocista canadense Ben Johnson que ganhou os 100 metros rasos em 1988 na Olimpíada de Seul, mas seu teste acusou positivo para estanozolol. Sua medalha de ouro foi cassada e posteriormente atribuída ao vice-campeão Carl Lewis, que teve seu teste acusado positivo para substâncias proibidas antes das Olimpíadas.
No final de 1990, o COI tomou a iniciativa de forma mais organizada na batalha contra o doping, formando a Agência Mundial Antidoping (WADA) em 1999. Houve um aumento acentuado nos testes positivos de drogas nas Olimpíadas de 2000 e nos Jogos Olímpicos de Inverno de 2002. Vários medalhistas no levantamento de peso e esqui cross-country foram desqualificados por doping. Durante os Jogos Olímpicos de Inverno de 2006, apenas um atleta foi pego em um teste de drogas e teve sua medalha revogada. O regime de testes de drogas do COI (agora conhecido como o padrão olímpico) tem se firmado como referência mundial que outras federações em torno do mundo tentam imitar. Durante os jogos de Pequim, 3 667 atletas foram testados pelo COI sob os auspícios da Agência Mundial Antidoping. Ambos os testes de urina e de sangue foram usadas para detectar substâncias proibidas. Muitos atletas foram impedidos de concorrer pelos Comitês Olímpicos Nacionais antes dos Jogos, apenas três atletas foram flagrados nos testes de drogas enquanto competiam em Pequim.
Além disso, é comum no COI guardar as amostras coletadas durante os Jogos Olímpicos por oito anos, para sempre que métodos mais modernos de análise sejam criados elas possam ser submetidas a novos testes. Um exemplo disso foi que quatro atletas que haviam ganhado medalhas nos Jogos Olímpicos de Verão de 2004 tiveram seus resultados caçados em 2012.

### Violência
Os Jogos Olímpicos não trouxeram paz duradoura para o mundo, mesmo durante as celebrações dos Jogos. Na verdade, três olimpíadas tiveram que passar sem uma celebração dos Jogos por causa da guerra: os Jogos de 1916 foram cancelados devido a Primeira Guerra Mundial, e os jogos de verão e inverno de 1940 e 1944 foram cancelados devido à Segunda Guerra Mundial. A guerra na Ossétia do Sul entre a Geórgia e Rússia irrompeu no dia da abertura dos Jogos Olímpicos de 2008 em Pequim. Tanto o Presidente dos Estados Unidos George W. Bush como o Primeiro-ministro russo Vladimir Putin estavam nas Olimpíadas nesse momento e falaram juntos sobre o conflito em um almoço oferecido pelo presidente chinês, Hu Jintao. Quando Nino Salukvadze da Geórgia, ganhou a medalha de bronze na competição de pistola de ar 10 metros, ela ficou no pódio com a russa Natalia Paderina, atiradora que ganhou a prata. No que se tornou um acontecimento muito divulgado a partir dos Jogos de Pequim, Salukvadze abraçou Paderina no pódio após o fim da cerimônia.
Em 1972, quando os Jogos Olímpicos foram realizados em Munique, o terrorismo assombrou a comunidade internacional quando onze membros da equipe olímpica de Israel foram feitos reféns pelo grupo Setembro Negro, em evento conhecido como o massacre de Munique. Os terroristas mataram dois dos atletas, logo após os tomarem como reféns e outros nove membros do grupo de Israel morreram durante uma falhada tentativa de libertação. Um policial alemão e cinco terroristas também morreram. Durante os Jogos Olímpicos de Atlanta em 1996, uma bomba explodiu no Centennial Olympic Park, matando dois espectadores e ferindo outros 111. A bomba foi detonada pelo americano Eric Robert Rudolph, um terrorista doméstico, que atualmente está servindo uma sentença de prisão perpétua pelo atentado.

## Campeões e medalhistas
Os atletas ou equipes que ficam em primeiro lugar, segundo e terceiro recebem medalhas em cada evento. Os vencedores recebem medalhas de ouro, que eram de ouro maciço até 1912, seguida de prata dourada e prata banhada a ouro agora. Cada medalha de ouro deve conter, no mínimo, seis gramas de ouro puro. Os vice-campeões recebem medalhas de prata e os atletas terceiros lugares são premiados com medalhas de bronze. Em eventos contestados por um torneio de eliminatória simples (principalmente de boxe), o terceiro lugar não pode ser determinado e ambos perdedores semifinalistas recebem medalhas de bronze. Na Olimpíada de 1896 apenas os dois primeiros receberam uma medalha, de prata e bronze para o primeiro e para o segundo. O formato atual de três medalhas foi introduzido nos Jogos Olímpicos de 1904. De 1948 em diante atletas da quarta, quinta e sexta colocação recebiam certificados, que ficou oficialmente conhecido como diplomas da vitória; em 1984 diplomas da vitória para os finalistas do sétimo e oitavo lugar foram acrescentados. Nos Jogos Olímpicos de Atenas de 2004, os medalhistas de ouro, prata e bronze também receberam coroas de oliva. O COI não mantém estatísticas de medalhas conquistadas, mas os Comitês Olímpicos Nacionais e a mídia registram como uma medida de sucesso.

## O país anfitrião e a cidade-sede

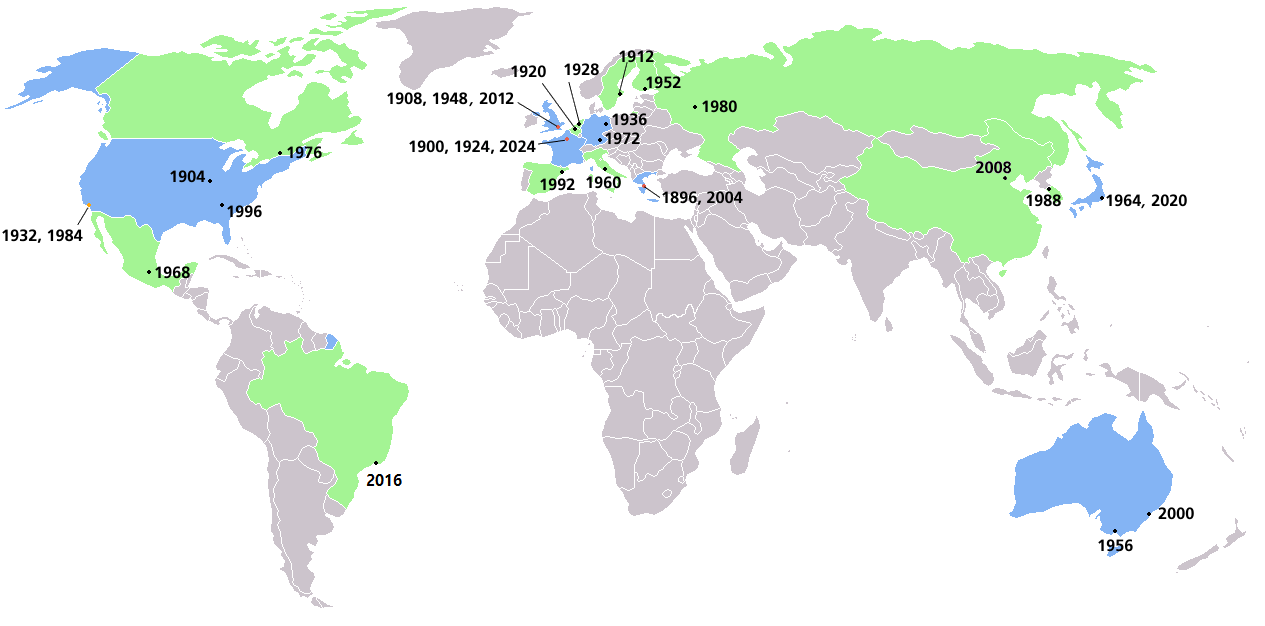
Mapa das sedes dos Jogos Olímpicos. Países que já foram palco de um Jogos Olímpicos de Verão estão sombreados de verde, enquanto países que hospedaram dois ou mais estão sombreados de azul

Mapa das sedes dos Jogos Olímpicos de Inverno. Países que já foram palco de um Jogos Olímpicos de Inverno estão sombreados de verde, enquanto países que hospedaram dois ou mais estão sombreados de azul

A cidade anfitriã dos Jogos Olímpicos é escolhida normalmente sete anos antes da sua celebração. O processo de seleção é realizado em duas fases que abrangem um período de dois anos. O potencial da cidade anfitriã é aferido pelo Comitê Olímpico do país e, se mais de uma cidade do mesmo país apresenta uma proposta, normalmente, o Comitê Olímpico Nacional realiza uma seleção interna, já que apenas uma cidade por CON pode ser apresentada ao Comitê Olímpico Internacional (COI) para apreciação. Uma vez que o prazo para apresentação de propostas pelos CONs é esgotado, a primeira fase (postulação, application) começa com as cidades pré-candidatas respondendo um questionário sobre diversos critérios-chave relacionados com a organização dos Jogos Olímpicos. Dessa forma, os candidatos devem dar garantias de que irão respeitar a Carta Olímpica e outros regulamentos estabelecidos pelo Comitê Executivo do COI. A avaliação dos questionários preenchidos por um grupo especializado fornece ao COI uma visão geral do projeto de cada candidato e seu potencial de sediar os Jogos. Com base nesta avaliação técnica, a Câmara Executiva do COI escolhe as cidades que vão para a fase de candidatura.
Uma vez que as cidades candidatas são selecionadas, devem apresentar ao COI a maior e mais detalhada apresentação do projeto como parte de um arquivo de candidatura. Cada cidade é cuidadosamente analisada por uma comissão de avaliação. Esta comissão irá visitar as cidades candidatas entrevistando funcionários e inspecionando potenciais locais de competição, e apresenta um relatório sobre a apreciação um mês antes da decisão final do COI. Durante o processo a cidade candidata deve garantir também que será capaz de financiar os Jogos. Após os trabalhos da comissão de avaliação, a lista das candidatas é apresentada na Sessão Geral do COI, que é montada em um país que não deve ter uma cidade candidata na disputa. Os membros do COI reunidos em sessão fazem a votação final para a escolha da cidade anfitriã. Uma vez eleito, o comitê de candidatura da cidade eleita (em conjunto com o CON do respectivo país), assina um contrato de cidade anfitriã com o COI, oficialmente tornando-se uma cidade-sede das Olimpíadas e um país-sede.
Até 2028, os Jogos Olímpicos terão sido disputados em 44 cidades em 23 países, mas por cidades fora da Europa e América do Norte em apenas oito ocasiões. Os primeiros Jogos Olímpicos sediados fora dessas regiões foram em Melbourne 1956 e os primeiros em solo latino-americano foram as Olimpíadas da Cidade do México. Desde os Jogos Olímpicos de Seul, Coreia do Sul, os jogos foram realizados na Ásia ou na Oceania quatro vezes, um forte aumento em relação aos anteriores 92 anos de história olímpica moderna. Os Jogos de 2016 no Rio de Janeiro foram os primeiros em um país sul-americano. Até o momento nenhuma candidatura da África foi eleita, no entanto uma edição dos Jogos Olímpicos de Verão da Juventude está prevista para acontecer em Dakar, no Senegal, em 2026.
Os Estados Unidos já sediaram quatro olimpíadas de verão e quatro de inverno, mais que qualquer outra nação. Entre as nações sede dos Jogos Olímpicos de Verão, o Reino Unido, foi o anfitrião de três jogos, tornando Londres a primeira cidade a sediar por três vezes. Alemanha, Austrália, França e Grécia sediaram os Jogos Olímpicos de Verão por duas vezes até o momento. Tóquio foi eleita sede dos Jogos de 2020, quando o Japão também sediará as Olimpíadas de Verão pela segunda vez. Paris será a segunda cidade na história a sediar os Jogos por três vezes, após ser escolhido sede dos Jogos de 2024, sendo a sexta edição olímpica a ser sediada na França. Após ser escolhida como sede dos Jogos de 2028, a cidade de Los Angeles será mais uma a sediar os Jogos por três vezes.
Quanto às Olimpíadas de Inverno, a França já sediou três jogos, enquanto Suíça, Áustria, Noruega, Japão, Itália e Canadá sediaram duas vezes cada um. Os jogos mais recentes foram realizados em PyeongChang, na Coreia do Sul em 2018, sendo a primeira vez que este país sediou as Olimpíadas de Inverno. Com a eleição de Pequim como sede dos Jogos de 2022, ela se tornará a primeira cidade a receber as olimpíadas de verão e de inverno.
Segundo um levantamento feito pelo jornal Folha de S.Paulo, dos Jogos de 1976 aos de 2012, os países-sedes dos Jogos conquistaram, em média, 13 medalhas a mais do que na edição anterior à que organizaram.
| Cidade                         | País               | Ano  | Verão  | Inverno | Cerimônia de abertura   | Cerimônia de encerramento | N/R |
| ------------------------------ | ------------------ | ---- | ------ | ------- | ----------------------- | ------------------------- | --- |
| Atenas                         | Grécia             | 1896 | I      | —       | 6 de abril de 1896      | 15 de abril de 1896       |     |
| Paris                          | França             | 1900 | II     | —       | 14 de maio de 1900      | 28 de outubro de 1900     |     |
| Saint Louis                    | Estados Unidos     | 1904 | III    | —       | 1 de julho de 1904      | 23 de novembro de 1904    | (a) |
| Atenas                         | Grécia             | 1906 | INT    | —       | 22 de abril de 1906     | 2 de maio de 1906         | (b) |
| Londres                        | Grã-Bretanha       | 1908 | IV     | —       | 27 de abril de 1908     | 31 de outubro de 1908     |     |
| Estocolmo                      | Suécia             | 1912 | V      | —       | 6 de julho de 1912      | 22 de julho de 1912       |     |
| Berlim                         | Alemanha           | 1916 | VI     | —       | Cancelado               | Cancelado                 | (c) |
| Antuérpia                      | Bélgica            | 1920 | VII    | —       | 14 de agosto de 1920    | 12 de setembro de 1920    |     |
| Chamonix                       | França             | 1924 | —      | I       | 25 de janeiro de 1924   | 5 de fevereiro de 1924    |     |
| Paris                          | França             | 1924 | VIII   | —       | 5 de julho de 1924      | 27 de julho de 1924       |     |
| Saint Moritz                   | Suíça              | 1928 | —      | II      | 11 de fevereiro de 1928 | 19 de fevereiro de 1928   |     |
| Amsterdã                       | Países Baixos      | 1928 | IX     | —       | 28 de julho de 1928     | 12 de agosto de 1928      |     |
| Lake Placid                    | Estados Unidos     | 1932 | —      | III     | 4 de fevereiro de 1932  | 15 de fevereiro de 1932   |     |
| Los Angeles                    | Estados Unidos     | 1932 | X      | —       | 30 de julho de 1932     | 14 de agosto de 1932      |     |
| Garmisch-Partenkirchen         | Alemanha           | 1936 | —      | IV      | 6 de fevereiro de 1936  | 16 de fevereiro de 1936   |     |
| Berlim                         | Alemanha           | 1936 | XI     | —       | 1 de agosto de 1936     | 16 de agosto de 1936      |     |
| Sapporo Garmisch-Partenkirchen | Japão · Alemanha   | 1940 | —      | V       | Cancelados              | Cancelados                | (d) |
| Tóquio Helsinque               | Japão · Finlândia  | 1940 | XII    | —       | Cancelados              | Cancelados                | (e) |
| Cortina d'Ampezzo              | Itália             | 1944 | —      | V       | Cancelados              | Cancelados                | (f) |
| Londres                        | Grã-Bretanha       | 1944 | XIII   | —       | Cancelados              | Cancelados                | (f) |
| Saint-Moritz                   | Suíça              | 1948 | —      | V       | 30 de janeiro de 1948   | 8 de fevereiro de 1948    |     |
| Londres                        | Grã-Bretanha       | 1948 | XIV    | —       | 29 de julho de 1948     | 14 de agosto de 1948      |     |
| Oslo                           | Noruega            | 1952 | —      | VI      | 14 de fevereiro de 1952 | 25 de fevereiro de 1952   |     |
| Helsinque                      | Finlândia          | 1952 | XV     | —       | 19 de julho de 1952     | 3 de agosto de 1952       |     |
| Cortina d'Ampezzo              | Itália             | 1956 | —      | VII     | 26 de janeiro de 1956   | 5 de fevereiro de 1956    |     |
| Melbourne Estocolmo            | Austrália · Suécia | 1956 | XVI    | —       | 22 de novembro de 1956  | 8 de dezembro de 1956     | (g) |
| Squaw Vailley                  | Estados Unidos     | 1960 | —      | VIII    | 18 de fevereiro de 1960 | 28 de fevereiro de 1960   |     |
| Roma                           | Itália             | 1960 | XVII   | —       | 25 de agosto de 1960    | 11 de setembro de 1960    |     |
| Innsbruck                      | Áustria            | 1964 | —      | IX      | 29 de janeiro de 1964   | 9 de fevereiro de 1964    |     |
| Tóquio                         | Japão              | 1964 | XVIII  | —       | 10 de outubro de 1964   | 24 de outubro de 1924     |     |
| Grenoble                       | França             | 1968 | —      | X       | 6 de fevereiro de 1968  | 18 de fevereiro de 1968   |     |
| Cidade do México               | México             | 1968 | XIX    | —       | 12 de outubro de 1968   | 27 de outubro de 1968     |     |
| Sapporo                        | Japão              | 1972 | —      | XI      | 3 de fevereiro de 1972  | 13 de fevereiro de 1972   |     |
| Munique                        | Alemanha           | 1972 | XX     | —       | 26 de agosto de 1972    | 11 de setembro de 1972    |     |
| Innsbruck                      | Áustria            | 1976 | —      | XII     | 4 de fevereiro de 1976  | 15 de fevereiro de 1976   | (h) |
| Montreal                       | Canadá             | 1976 | XXI    | —       | 17 de julho de 1976     | 1 de agosto de 1976       |     |
| Lake Placid                    | Estados Unidos     | 1980 | —      | XIII    | 13 de fevereiro de 1980 | 24 de fevereiro de 1980   |     |
| Moscou                         | União Soviética    | 1980 | XXII   | —       | 19 de julho de 1980     | 3 de agosto de 1980       |     |
| Sarajevo                       | Iugoslávia         | 1984 | —      | XIV     | 8 de fevereiro de 1984  | 19 de fevereiro de 1984   |     |
| Los Angeles                    | Estados Unidos     | 1984 | XXIII  | —       | 28 de julho de 1984     | 12 de agosto de 1984      |     |
| Calgary                        | Canadá             | 1988 | —      | XV      | 13 de fevereiro de 1988 | 28 de fevereiro de 1988   |     |
| Seul                           | Coreia do Sul      | 1988 | XXIV   | —       | 17 de setembro de 1988  | 2 de outubro de 1988      |     |
| Albertville                    | França             | 1992 | —      | XVI     | 8 de fevereiro de 1992  | 23 de fevereiro de 1992   |     |
| Barcelona                      | Espanha            | 1992 | XXV    | —       | 25 de julho de 1992     | 9 de agosto de 1992       |     |
| Lillehammer                    | Noruega            | 1994 | —      | XVII    | 12 de fevereiro de 1994 | 27 de fevereiro de 1994   |     |
| Atlanta                        | Estados Unidos     | 1996 | XXVI   | —       | 19 de julho de 1996     | 4 de agosto de 1996       |     |
| Nagano                         | Japão              | 1998 | —      | XVIII   | 7 de fevereiro de 1998  | 22 de fevereiro de 1998   |     |
| Sydney                         | Austrália          | 2000 | XXVII  | —       | 15 de setembro de 2000  | 1 de outubro de 2000      |     |
| Salt Lake City                 | Estados Unidos     | 2002 | —      | XIX     | 8 de fevereiro de 2002  | 24 de fevereiro de 2002   |     |
| Atenas                         | Grécia             | 2004 | XXVIII | —       | 13 de agosto de 2004    | 29 de agosto de 2004      |     |
| Turim                          | Itália             | 2006 | —      | XX      | 10 de fevereiro de 2006 | 26 de fevereiro de 2006   |     |
| Pequim                         | China              | 2008 | XXIX   | —       | 8 de agosto de 2008     | 24 de agosto de 2008      | (i) |
| Vancouver                      | Canadá             | 2010 | —      | XXI     | 12 de fevereiro de 2010 | 28 de fevereiro de 2010   |     |
| Londres                        | Grã-Bretanha       | 2012 | XXX    | —       | 27 de julho de 2012     | 12 de agosto de 2012      |     |
| Sóchi                          | Rússia             | 2014 | —      | XXII    | 7 de fevereiro de 2014  | 23 de fevereiro de 2014   |     |
| Rio de Janeiro                 | Brasil             | 2016 | XXXI   | —       | 5 de agosto de 2016     | 21 de agosto de 2016      |     |
| PyeongChang                    | Coreia do Sul      | 2018 | —      | XXIII   | 9 de fevereiro de 2018  | 25 de fevereiro de 2018   |     |
| Tóquio                         | Japão              | 2020 | XXXII  | —       | 23 de julho de 2021     | 8 de agosto de 2021       | (j) |
| Pequim                         | China              | 2022 | —      | XXIV    | 4 de fevereiro de 2022  | 20 de fevereiro de 2022   |     |
| Paris                          | França             | 2024 | XXXIII | —       | 26 de julho de 2024     | 11 de agosto de 2024      |     |
| Milão–Cortina d'Ampezzo        | Itália             | 2026 | —      | XXV     | 6 de fevereiro de 2026  | 22 de fevereiro de 2026   |     |
| Los Angeles                    | Estados Unidos     | 2028 | XXXIV  | —       | 30 de julho de 2028     | 15 de agosto de 2028      |     |
| Alpes Franceses                | França             | 2030 | —      | XXVI    | 1 de fevereiro de 2030  | 17 de fevereiro de 2030   |     |
| Brisbane                       | Austrália          | 2032 | XXXV   | —       | 23 de julho de 2032     | 8 de agosto de 2032       |     |
| Salt Lake City                 | Estados Unidos     | 2034 | —      | XXVII   | 10 de fevereiro de 2034 | 26 de fevereiro de 2034   |     |

| Cidade              | País          | Ano  | Verão | Inverno | Cerimônia de abertura   | Cerimônia de encerramento | N/R |
| ------------------- | ------------- | ---- | ----- | ------- | ----------------------- | ------------------------- | --- |
| Singapura           | Singapura     | 2010 | I     | —       | 14 de agosto de 2010    | 26 de agosto de 2010      |     |
| Innsbruck           | Áustria       | 2012 | —     | I       | 13 de janeiro de 2012   | 22 de janeiro de 2012     |     |
| Nanquim             | China         | 2014 | II    | —       | 16 de agosto de 2014    | 28 de agosto de 2014      |     |
| Lillehammer         | Noruega       | 2016 | —     | II      | 12 de fevereiro de 2016 | 21 de fevereiro de 2016   |     |
| Buenos Aires        | Argentina     | 2018 | III   | —       | 6 de outubro de 2018    | 18 de outubro de 2018     |     |
| Lausanne            | Suíça         | 2020 | —     | III     | 9 de janeiro de 2020    | 22 de janeiro de 2020     |     |
| Gangwon             | Coreia do Sul | 2024 | —     | IV      | 19 de janeiro de 2024   | 2 de fevereiro de 2024    |     |
| Dakar               | Senegal       | 2026 | IV    | —       | 22 de outubro de 2026   | 9 de novembro de 2026     |     |
| Dolomiti Valtellina | Itália        | 2028 | —     | V       | 15 de janeiro de 2028   | 29 de janeiro de 2028     | (k) |
|                     |               | 2030 | V     | —       |                         |                           |     |

- ↑a:  Originalmente atribuída a Chicago, mas movida para St. Louis para coincidir com a Saint Louis World's Fair.
- ↑b:  Não reconhecidos pelo Comitê Olímpico Internacional (COI).
- ↑c:  Cancelados por conta da Primeira Guerra Mundial.
- ↑d:  Previstos incialmente para Tóquio, os jogos foram transferidos para Helsinque por conta da Segunda Guerra Sino-Japonesa, até serem totalmente cancelados por conta de Segunda Guerra Mundial.
- ↑e:  Previstos incialmente para Sapporo, os jogos foram transferidos para Sankt-Moritz por conta da Segunda Guerra Sino-Japonesa, sendo em seguida transferidos para Garmisch-Partenkirchen até serem totalmente cancelados por conta de Segunda Guerra Mundial.
- ↑f:  Cancelados por conta da Segunda Guerra Mundial.
- ↑g:  Por conta das severas leis de quarentena de animais na Austrália, as provas de hipismo foram realizadas em Estocolmo, Suécia, cinco meses antes. Estocolmo tinha se candidatado para as competições equestres separadamente; recebeu a própria chama olímpica e teve seus próprios convites formais e cerimônias de abertura e encerramento.[206]
- ↑h:  Previstos incialmente para Denver, nos Estados Unidos, foram transferidos para Innsbruck, na Áustria.
- ↑i:  As provas de hipismo foram realizadas em Hong Kong, China. No entanto Hong Kong tem um Comitê Olímpico Nacional independente da China, mas a competição equestre foi parte integrante dos Jogos de Pequim, que não foi conduzido em candidatura separada, chama, etc, como foi a competição equestre de 1956 em Estocolmo, O site do COI lista apenas Pequim como cidade anfitriã.
- ↑j:  Incialmente previstos para serem realizados de 24 de julho a 9 de agosto de 2020, foram adiados em um ano por conta da pandemia de COVID-19, porém manteve-se a marca dos jogos com o ano de 2020.
- ↑k:  Jogos realizados nas regiões de Trento, Valtellina e Cortina d'Ampezzo.[207]

## Países lusófonos nos Jogos Olímpicos
- Angola nos Jogos Olímpicos
- Brasil nos Jogos Olímpicos
- Cabo Verde nos Jogos Olímpicos
- Guiné-Bissau nos Jogos Olímpicos
- Moçambique nos Jogos Olímpicos
- Portugal nos Jogos Olímpicos
- São Tomé e Príncipe nos Jogos Olímpicos
- Timor-Leste nos Jogos Olímpicos